# アイスリボン
アイスリボンは、日本の女子プロレス団体。運営はネオプラス アイスリボン事業部。キャッチフレーズは「プロレスでハッピー!」。

## 概要
2006年3月20日、さくらえみがmixiのプロジェクトとして設立。さくらがこのプロジェクトを始めた後に、そこで結成されたユニット「アイスリボン軍」が女子プロレス団体として独立したのがアイスリボンである。そのため、全日本女子プロレスとジャパン女子プロレスの系譜には属しておらず、独自の路線で人気を獲得してきた。なお、ネオプラスの事業部移管と同時に同社代表の佐藤肇が事業部長（アイスリボン代表）に就任。
2012年1月、さくらが退団するとマッチメイクなどの業務は、元NEO女子プロレス代表取締役社長で、アイスリボン旗揚げにも尽力した甲田哲也を経て佐藤へと引き継がれた。現在は主に取締役選手代表の藤本つかさがマッチメイクを行っている。選手育成に関しては、さくら、藤本、志田光などが、その時点でのリーダー格選手が指導してきたほかに、外部から男子選手や格闘家などもコーチとして招いている。かつては高橋奈苗、日高郁人がコーチを引き受けていた時期もあった。

## 特徴

### 運営
初期には通常のプロレスのリングを使用せず低反発マットの上で試合を行っていた。手軽に行える反面、ロープやコーナーポストの存在を前提とする攻撃方法が使用できないため、特に上位の選手には柔軟かつ大胆な発想（いわゆる「プロレス頭」）が求められる。当初はウレタンマットを用いていたが後に薄いユニエバーの青いマットに切り替えられた。また、コーナーポストの代用品として赤と青のテープが、それぞれ貼られた脚立が使われる。そのメリットとして、次のことが挙げられる。
- 予算削減。
- 持ち運びが容易である。
- 観客との距離が近くなる。

後に通常より一回り小さいリングが常設された道場兼試合会場を作ったため、マットでの試合はリングが設営できそうもない場所での出張興行で使用する程度となる。なお、さくらえみが退団後にタイで旗揚げしたプロレスリング我闘雲舞が日本での一部興行を除き同様の形態で開催している。
道場兼試合会場の完成後は原則として隔週（さくらの時代は毎週）水曜と毎週土曜にアイスリボンの道場で開催される他、1、2ヶ月に1回程度の頻度で後楽園ホール、新宿FACE、新木場1stRING、両国KFCホール、ラジアントホールなど外部の試合会場でビッグマッチを開催している。後楽園ホール大会は年3回程度であったが2015年は旗揚げ10周年記念大会を6回開催して同年に限ればスターダム（12回）、プロレスリングWAVE（7回）に次ぐ数字である。以降は年数回の後楽園ホール大会が定着している。そのため、年間100大会以上にも上り、これは巡業形態を採らないプロレス団体では最も多い。2010年まで北沢タウンホールと板橋グリーンホールではNEO女子プロレスとの昼夜興行として開催していた。首都圏以外では札幌、仙台、千葉、横浜、川崎、長野、岐阜、大阪、広島、名古屋、福岡などでも開催実績がある。地方興行の中にはアイスリボン単独での開催の他に親会社のネオプラスが参画する大日本プロレスや日本各地のローカル団体との昼夜興行となる場合もある。不定期で他団体との合同興行や試合提供を行うこともある。
興行では写真撮影と動画撮影は禁止している（道場マッチや板橋グリーンホールでは紙テープの投げ入れも禁止している）。これについては肖像権の問題もあるが「カメラを持ってると拍手ができないため」と、さくらがコメントしている。ただし、「シャッターリボン」と呼ばれる写真撮影を認めている興行も月1回開催している。さくらが退団後の新生アイスリボンでも継続されて我闘雲舞でも同様の措置が採られている。
興行の模様は原則として道場マッチが2大会、ビッグマッチが1大会ごとにDVD化されて、それをネオプラスが販売している。

### 育成
所属選手は旗揚げからOZアカデミー女子プロレス、プロレスリングWAVE、ユニオンプロレス兼任所属していた紫雷美央（2015年引退）を除き、基本的に元我闘姑娘（他団体経由含む）あるいは所属選手としてデビュー（再デビュー含む）した選手のみで構成されている。2016年1月、我闘姑娘出身最後の1人になった希月あおいの退団により、所属選手は全員生え抜き選手、そして半数以上が新生アイスリボンでのデビューとなる。2017年、女子格闘技界からTeam DATEの4名が入団している。
アイスリボンが開講しているプロレスサークル（さくらの時代はプロレス教室）などでトレーニングを重ねた後に練習生となるが他団体のようなプロテストは課されることなく、アイスリボンがトレーニングの成果をエキシビションなどで見極めた上でデビューに至る。このエキシビションを公開プロテストと見る向きもあるが藤本つかさや成宮真希のようにエキシビションなしでデビューした選手も存在している。
旗揚げ当初は我闘姑娘の流れから小学生や中学生がデビューもしくは我闘姑娘から移籍してきたが2009年の段階で小学生レスラーはアイスリボン生え抜きの、りほのみとなり、以降は他団体と同様に15歳以上の新人選手がデビューするようになる。2010年1月より、久しぶりの小学生レスラーの卵である、つくし（4月に中学進学）と、くるみ（2012年4月に中学進学）が練習生として加わった。新生アイスリボンでは小学生のデビューこそ皆無だが中学生としては2013年に弓李と優華がデビューしている（両者とも2014年中学卒業）。2017年に入団した華蓮DATEは13歳でデビューしている。同年には星いぶき、朝陽も中学生でデビュー。2021年には咲蘭が12歳でデビュー。
年齢や体格を問わずに入門者を広く受け入れており、兼業も認めている。また映画とのコラボレーション企画などを通じてタレントをスカウトすることもある。そのため、学生、グラビアアイドル、女優や総合格闘家として活動する選手や主婦、OL兼業の選手もおり、バラエティ豊かな構成となっている。また、多くの団体が若手育成に苦戦する中で独自の選手育成システムを構築することで選手の定着率を上げている。ただし、所属選手のまま長期休業しているレスラーもいる。
さくらの時代にデビューした選手のリングネームはタレント出身者を除きほとんどは、さくらが独断で命名しており、特にしもうま和美以降は地名を使った命名が目立つようになっている。ちなみに地名の付かない選手は「正統派」であるとされる（2011年3月18日の19時女子プロレスにてコメント）。新生アイスリボンでも地名由来の選手として世羅りさと長崎まる子がいる。
さくらの時代は退団してフリー、あるいは他団体に移籍した選手を出戻りとしてマットに上げることはしなかった。ただし、松本都は2011年の退団時こそさくらより、「アイスリボンのリングに2度と上げない」と通達されていたが半年後に出戻り参戦を果たして年明けの、さくら退団後はレギュラー復帰している。2013年には真琴も約2年ぶりに参戦して現在は定期参戦。成宮真希や希月あおいも引退直前には数度参戦。

### マッチメイク
道場での試合終了後は必ず座談会が行われて各所属選手のマイクパフォーマンスが聞ける。その内容と試合後に観客に配布されるアンケートに記載される意見が次回大会のカード編成に繋がっている。ストーリー性やテーマに富んだカードが多い半面、他団体に比べ各大会のカード発表が著しく遅いという傾向も見られる。
典型的なヒールレスラーはおらず（かつて腹黒キャラの都宮ちいや中途入団の紫雷美央がいた程度）、年齢とキャリアが比例しないため、世代間抗争も余り見られない。他団体との抗争も少なく、2010年9月23日の後楽園大会で同じ2006年に旗揚げされたセンダイガールズとの団体対抗戦で全敗したのがきっかけでセンダイガールズとの団体間抗争に発展したが2011年12月25日の後楽園大会で、さくらえみ&つくし組がインターナショナル・リボンタッグ王座を懸けて里村明衣子&仙台幸子組に勝利したことで一応の終結となった（2008年から始まったセンダイガールズとの関係は抗争終結後も継続中）。一方、2012年9月23日の後楽園ホール大会でプロレスリングWAVEとも団体対抗戦を行ったが、こちらはWAVEに一部選手がレギュラー参戦する程度で本格的な抗争には至っていない。
トーナメント戦の開催は、さくらの時代にあったもののリーグ戦は一切行わなかった（JWPやスターダムのリーグ公式戦を興行内で組んだことはあった）。しかし、新生アイスでは2013年に成宮真希が負傷のため返上したICE×60王座を懸けて初のリーグ戦を開催している。

### 参戦選手
特色の1つとして、フリーやインディー団体（主にプロレスリングZERO1、大日本プロレス、DDTプロレスリング系列、プロレスリングFREEDOMS、KAIENTAI DOJO）などの男子レスラーの参戦が他団体より多いこと（さくらがデビューした団体が男女混合だったことも影響している）が挙げられて以前はアイスリボン男子部と呼ばれていた（男子の試合をメインとした興行も1度だけあった）。一時男子部は「プロフェッショナルレスリング・ワラビー」として独立していた。しかし、新生アイスでは男子選手の参戦は減少しており、現在は後楽園ホール大会を初めとするビッグマッチや特別な大会、提供試合のみにほぼ限定されている。前者の場合、そのほとんどは松本都に対する所謂「イヤガラセ」であり、単発の参戦が多い。しかし、2017年大晦日の後楽園ホール大会で初参戦した鈴木秀樹は、アイスリボン男子部を復活（後にアイスリボンhommeや氷結相撲などに改名）させてトライアングルリボン王座を私物化するなど話題を振りまいて約1年にわたって準レギュラー的に参戦し続けていた。
選手層がまだ薄かった初期にはNEOやJWPなどの他団体、フリーの女子選手も頻繁に参戦していたが、NEO解散や所属選手の増加などもあり減少傾向にある。土曜日の道場マッチでは純血メンバーのみで開かれること（いわゆる「純血リボン」）が多い。2019年現在、他団体ではWAVE、SEAdLINNNG、マーベラス、AWGの選手が主に参戦する。
外国人選手は他団体が招いた選手が適宜参戦していたが、2011年にイギリスのプロレスリングEVEとの対抗戦を機にエイプリル・デイヴィッズが留学生として来日して初の直接招聘となり、以降もイギリスから留学生を適宜招き入れていたが、近年は途絶えている。

### 海外遠征
旗揚げから数年は海外遠征に対しては消極的であったが、2011年に真琴と藤本つかさがアメリカのCHIKARAに遠征を決行している。
10月には19時女子プロレスがきっかけとなり、さくら以下4人がイギリスのプロレスリングEVEに招待されている。アイスリボン対EVEの対抗戦として、さくらはEVE王座に挑戦した他に、ICE×60王者のみなみ飛香も防衛戦を敢行している。
これらに加えてエスオベーションを通じてアメリカのSWA、WNC-REINAを通じメキシコのCMLLに、それぞれ遠征することもあった。近年は途絶えていたが2017年に藤田あかねがアメリカ武者修行を行っている。

## 歴史

### 2006年
- 3月20日、公共の施設で格闘演舞研究会「ホットリボン」という名前のファンクラブイベント形式で行い、興行としての形態はとっていない。旗揚げまで10回行われていた。
- 6月20日、千本桜ホールで昼にプレ旗揚げ戦、夜に旗揚げ戦を開催。
- 11月4日、我闘姑娘から独立。
- 12月31日、常設試合会場「市ヶ谷アイスボックス」を開設。こけら落し「ジュニアオールスターのオマケ」を開催。

### 2007年
- 1月8日、「新春タッグトーナメント」を開催。優勝は米山香織&牧場みのり組。
- 2月2日、市ヶ谷アイスボックスでの興行を本格化。同所で毎週金曜日を中心に興行を開催している。
- 2月9日、きのこと石井美紀が我闘姑娘から移籍。
- 2月17日、NEO女子プロレスとの合同興行「NEOリボン」開催。
- 3月1日、希月あおい、みなみ飛香、聖菜が我闘姑娘から移籍。
- 3月28日、ユニオンプロレスとの合同興行「ユニオンリボン」開催。
- 4月、通常のプロレスのリングを使用した興行を開始。ただし当初は「アイスリボン=マット」というイメージから、差別化のため、アイスリボンではなく「Future Star」と名称を変える。10月からは月一回、新木場1stRINGもしくは北沢タウンホールで毎月開催。
- 4月、大日本プロレスとの協力関係により、横浜プロレスに提供試合として参戦（大日本からレフェリーの李日韓が選手として参加）。8月5日の大日本六角橋商店街大会でも試合提供を行った他、テレビ埼玉版「大日大戦」で、アイスリボンのコーナーが設けられた。
- 4月4日、「NEOリボン」にてインターナショナルリボンタッグ王座を設立。初代王座はタニー・マウス&宮崎有妃の「NEOマシンガンズ」。
- 4月7日、元新日本プロレス社長で流山市長選挙に立候補していた草間政一のチャリティーイベント「草間祭り」に試合提供。
- 4月22日、24の瞳王座を設立。
- 12月15日、NEO女子プロレスと合同でさくらえみ凱旋興行を君津市で開催。

### 2008年
- 1月、伊藤道場から市井舞が参戦したことで、我闘姑娘時代の所属選手とは一応の関係改善となった（さくらえみ代表の我闘姑娘時代の所属選手とは、関係を絶っていた）。
- 3月8日、汐入公園で「おでかけプロレス」を開催。
- 3月14日、大日本で発生した他団体選手の強制猥褻事件の影響で、横浜プロレスから撤退。同時にテレ玉版「大日大戦」のコーナーも打ち切りとなった。
- 3月16日、しもうま和美が勤務する福祉施設（三軒茶屋）のイベントに参加。翌2009年以降も参加。
- 4月20日、牧場みのりがセンダイガールズプロレスリング主催、第1回「じゃじゃ馬トーナメント」に出場。センダイガールズ進出（ただし個人参戦のみ）。
- 7月、テレビ埼玉の番組の企画と映画「スリーカウント」の制作のため、出演者を練習に参加させ、NEOの井上京子やさくらえみらも自ら出演。映画制作に取り掛かる。
- 8月、体制を変更して通常のプロレスのリングを使用したときもアイスリボンの名称で月一回開催。これを機に大会ナンバーもリセット。9月から千本桜ホールでの興行を再開して市ヶ谷アイスボックスと併用する形となる。
- 9月、栃木から都宮ちいが上京。わずか1か月の練習期間でデビューする。
- 10月、ICE×60王座を設立。初代王者決定トーナメントを11月と12月にかけて開催。初代王者は聖菜。

### 2009年
- 1月23日、埼玉県蕨市南町に道場兼会場「イサミレッスル武（現：レッスル武闘館）」を開設。市ヶ谷アイスボックスでの活動を終了して全機能を移転。これに伴い、さくらえみによる任意団体からネオプラスの事業部に移行。同社の代表取締役の佐藤肇が事業部長に就任。
- 5月16日、アイスリボンに参戦している男子選手によるブランド「プロレスリング・ワラビー」の旗揚げ戦を開催。
- 6月2日、テレ玉で中継番組「レッスルアリーナ」放送開始（9月まで）。
- 8月21日、伊藤道場を退団していた市井舞が預かり扱いで入団。JWP女子プロレスに試合提供。
- 8月23日、後楽園ホール大会「不思議の国のアイス」を開催。観客動員数1,012人の超満員を記録。
- 8月29日と30日、戸田ふるさと祭り（戸田競艇場）にて大会を開催。通常イベントでの大会は週プロmobileでアップされても試合結果しかアップされないが、この大会では試合中の写真・寸評から大会総括までアップされる、異例の扱いを受けた。尚、頭部の治療のために4月から欠場していた希月あおいがこの大会をもって団体への帯同を終了。翌日付けで無期限休業扱いとなり事実上引退。
- 11月23日、大阪ミナミ ムーブ・オン アリーナ大会「大阪リボン」を開催（観衆223人・満員）。
- 11月28日、トライアングルリボン王座を設立。初代王座はりほ。
- 12月8日、さくらえみ、2009年にプロレス大賞と女子プロレス大賞を受賞（浜田文子が2003年に受賞して以降、該当者なしが続き、6年振りの贈呈となった）。
- 12月23日、試合終了後の座談会で、さくらえみの女子プロレス大賞受賞に対する里村明衣子のコメントを受け、これまで個人参戦のみだったセンダイガールズとのホーム・アンド・アウェーによる対抗戦参入を表明。
- 12月28日、日刊バトル大賞女子プロレス部門MVPをさくらえみが受賞した他、敢闘賞を真琴、技能賞を藤本つかさが受賞する等、女子プロレス全部門をアイスリボンが独占。
- 12月31日、初のシングルトーナメント戦「SUPER ICE-CUP」を開幕。

### 2010年
- 1月4日、新木場1stRINGにて「SUPER ICE-CUP」の準決勝と決勝戦が行われ、藤本つかさが第1回が優勝。
- 1月23日、松本都が抗争中のりほを唆し、初のハードコアマッチ（ハードコアリボンと命名）を敢行（当初は「やらない（さくらえみ）」と豪語した上に、1週間前の試合後のアンケートに「デスマッチを見たい気持ちはあるが、蛍光灯で血まみれになる2人は見たくない」という記述もあった）。
- 2月20日、第2回大阪大会「大阪リボンII」（大阪Mアリ・観衆183人）を開催。
- 2月21日、名古屋大会「名古屋リボン」（スポルティーバアリーナ（観衆126人）を開催。
- 5月3日、第2回後楽園ホール大会「ゴールデンリボン」を開催（観衆895人）。
- 5月29日、動画配信サイト「USTREAM」を利用した「19時女子プロレス」の旗揚げを発表。
- 6月5日、活動停止になっていた「ワラビー」の権利を矢野啓太（格闘探偵団バトラーツ）に譲渡。
- 9月19日、I.W.A.JAPAN水戸大会に試合提供。
- 9月23日、第3回後楽園ホール大会「リボンの騎士たち」を開催（観衆951人）。同大会でセンダイガールズとの団体対抗戦を実施。
- 10月10日、初の北海道大会「札幌リボン 〜札幌プロレスフェスタ〜」を開催（札幌テイセンホール（観衆304人）、DDTプロレスリング、大日本プロレス、プロレスリングFREEDOMS、KAIENTAI DOJOとの合同）。
- 11月1日、暗黒プロレス組織666との合同興行「YOUNGリボンわっしょい!」を開催。
- 11月7日、映画「CRAZY-ISM」特別上映会に試合提供。
- 11月22日、さくらえみ、SMASH初参戦。SMASH選手代表TAJIRIの提案により所属選手5名で「JCB戦隊アイッシュ」を結成し、グッズなどの売り子となる。
- 12月25日、練習生だった宮城もちがデビュー。
- 12月26日、第4回後楽園ホール大会「RIBBON MANIA 2010」を開催（観衆889人）。この大会を最後にしもうま和美が引退。
- 12月29日、預かり扱いだった市井舞がこの日の道場マッチを最後に退団を表明。
- 12月31日、国内外30団体で「年越しプロレス」を開催。開催前の19時に初の観衆興行となった19時女子プロレスを開催。

### 2011年
- 1月4日、新木場1stRINGにて「新春リボン」を開催（観衆285人）。
- 1月9日、666で第11回「YOUNGプロレスわっしょい!」に試合提供。
- 1月10日、ガッツワールドプロレスリングVol.45に試合提供。
- 1月15日、志田光率いる「1・2・3・志ー団!!」（昭和生まれ選手のうちマッスルビーナス+宮城もち）と真琴率いる「平成YTR」（飯田美花含む平成生まれ選手）の世代間抗争が本格的に始まる。しかし「カードが組みにくい」ことを理由に一か月程度で終了。
- 1月30日、キックボクシング「J-GIRLS」に試合提供。
- 2月6日、選手会興行として第2回名古屋大会「名古屋リボンwith今池商店街」（今池ガスホール）を開催（今池プロレスとの昼夜開催で、夜の今池プロレスにも一部選手出場。観衆211人）。
- 2月11日、KAIENTAI DOJOとの合同興行「K-RIBBON」を開催（観衆120人）。
- 2月14日、毎日放送とTBSで4月より放送されるドラマ「マッスルガール!」にJWP女子プロレスとともに協力することが明らかになる。
- 2月26日、現道場におけるプロレス教室出身者としては第1号となる内藤メアリがデビュー。
- 3月2日、内藤に続いて現道場におけるプロレス教室出身者である新田猫子がデビュー。
- 3月12日と16日、3月11日に発生した東北地方太平洋沖地震（東日本大震災）並びに福島第一原子力発電所での福島第一原子力発電所事故の影響で道場マッチ2大会が中止。
- 3月16日、震災・原発事故により中止が懸念されていた21日昼・後楽園ホール大会の開催を正式決定（前日には同日夜同会場で開催予定の大日本プロレスも決行を正式に発表）。
- 3月19日、現道場におけるプロレス教室出身者である成宮真希がデビュー（異例となるエキシビションなしでデビュー）。
  - 当初は3月12日デビュー予定だったが、震災・原発事故による大会中止のため延期されていた。
- 3月21日、第5回後楽園ホール大会「アイスリボン・マーチ2011」を開催（観衆737人）。この大会でたま子がデビュー。
  - 当日昼の同大会と夜の大日本プロレスは、震災で閉鎖されていた同ホールにおける再開後初のイベントとなった。
  - また、原発事故による電力事情悪化に伴い、映像の使用中止や一部照明を削減するなど節電した上で開催。
  - 被災により来場不能となった客に対するチケット払い戻しも同時に実施。
- 3月26日、休業から復帰後にレギュラー参戦していたRayが正式入団。
- 3月31日、SMASH後楽園大会に試合提供。
- 4月16日、第3回大阪大会「大阪リボン」（大阪Mアリ）を開催（観衆224人。当日夜に同所で開かれた大阪プロレスにも一部選手出場）。
- 4月24日、10代主催興行「Teens」第1回興行を開催（代表 : みなみ飛香。観衆96人）。同日夜の666第12回「YOUNGプロレスわっしょい!」にも試合提供。
- 5月5日、第6回後楽園ホール大会「GOLDEN RIBBON 2011」を開催（観衆749人）。
  - 2010年まで5月5日昼の後楽園興行は同年解散したNEOが開催しており、それを継承する形となった。
  - 当日は大日本が横浜文体で大会を開催していた為、一部の客が文体に流れ、観客動員は微増に止まった。
  - 後楽園の夜はブシロードレスリングが開かれた。
- 5月25日、藤本つかさとのタイトルマッチに敗れた松本都が解雇されて新たなプロレス団体「崖のふちプロレス」を設立。
- 6月1日、19時女子プロレス旗揚げ1周年記念大会を開催（Ustreamで生中継。視聴者数1000人、累計8000人以上閲覧したことを6月6日の公式メールマガジン担当の志田光が公表した）。
- 6月19日、「Teens」第3回興行にて、練習生の長野ドラミがデビュー。ガッツワールドプロレスリング茂木町民センター別館大会へ試合提供。
- 6月25日、所属選手9人による総当り戦「逆境ナイン」（全72試合）を開催（観衆88人）。
- 7月4日から7日、以下の地域で被災地キャラバンを実施（企画発案者 : 藤本つかさ）。
  - 7月4日、陸前高田市（佐々木貴（プロレスリングFREEDOMS）と藤原秀旺（プロレスリングアライヴ）がゲスト参戦）。
  - 7月5日、大船渡市（3大会）[2]。
  - 7月6日、気仙沼市。
  - 7月7日、利府町・石巻市。
- 7月10日、4年ぶりの横浜開催となる「横浜リボン」をラジアントホールで開催（観衆210人）。
- 7月18日、666との合同興行「YOUNGリボンわっしょい! vol.2」を開催（観衆666人）。
- 8月21日、第7回後楽園ホール大会「不思議の国のアイス2011」を開催（観衆786人）。真琴が退団しSMASHへ移籍。
- 8月26日、都宮ちいが退団を表明。28日よりリングネームを「ミクロ」に変えてフリーとなる。19時女子プロレスがアイスリボンと合併し、所属選手である帯広さやかはアイスリボンへ移籍、認定王座であるインターネットシングル王座はアイスリボン管理のジュニア王座となる。
- 8月31日、この日を以って、赤城はるなと井上由美子が引退、藤野恵美が退団、たま子が除籍になることが発表された。赤城は後日、引退試合を行い正式に退団。
- 9月10日、666と合同でヤングリボンミックスタッグ王座の設立を発表。
- 9月11日、FREEDOMS主催「東日本大震災復興支援チャリティープロレス」に試合提供。
- 10月7日、タイにてテレビ放送開始。
- 10月8日と9日、イギリスの女子プロレス団体「プロレスリングEVE」に参戦。参加選手はさくらえみ・みなみ飛香・藤本つかさ・志田光の4人。その他の一部選手も北海道の北都プロレス、メキシコのCMLLに遠征。
- 10月21日、ニコニコチャンネルでの公式チャンネル開設を発表（開通は10月19日）。
- 10月27日、センダイガールズ主催・女子プロレス団体対抗Flashトーナメントに出場。1回戦でホストのセンダイガールズに破れ、初戦敗退。
- 10月29日、道場マッチにてJWPの新人王戦「蒼星杯（ブルースターカップ）」公式リーグ戦（masu-meVS長野ドラミ）。
- 11月13日、成田市・公津フェスタ（京成電鉄京成本線公津の杜駅の駅前ロータリー）にてイベント開催[3]。
- 11月22日、プロレスコラボイベント「P-W Remix vol.3」に試合提供（vol.1、2の提供元はともにプロレスリングZERO1だった）。
- 12月17日、韓国全羅南道高興郡に完成した金一記念体育館のこけら落とし興行（韓国プロレスリング連盟主催）に成宮真希と長野ドラミが参戦[4]。
- 12月25日、第8回後楽園ホール大会開催（観衆849人）。無期限休業中だった希月あおいが復帰。入れ替わりで聖菜と牧場みのりが引退。

### 2012年
- 1月4日昼、新木場1stRINGにて「新春リボン」を開催（夕方はプロレスリングSECRET BASE、夜は大日本プロレス）。
- 1月7日、仙台大会「仙台リボン」（エル・パーク仙台にて）を開催。創設者のさくらえみがこの日をもって退団。
  - センダイガールズ以外の女子プロレス団体による仙台大会は2004年10月17日のGAEA JAPAN・Zepp仙台大会以来。
- 1月8日、ブル中野引退興行「女帝」に、前日に退団したさくらえみを含む7選手が出場。メインには志田が抜擢され、スターダム愛川ゆず季と対戦。
- 3月3日、9ヶ月ぶり「Teens」興行再開。
- 3月4日、REINA女子プロレス横浜大会に試合提供。
- 3月7日、六本木morph-tokyoにてhy4_4yh（成宮真希の入場曲を歌う女性3人組ユニット）とのコラボイベント「hyR_Byh（ハイパー☆リボン）に密航せよ Vol.1」を開催。
- 3月20日昼、第9回後楽園ホール大会開催（夜はスターダム）
- 3月25日昼、名古屋大会（クラブダイアモンドホール）を開催（夜は大日本「Death Market 8」）
- 4月27日、デューク佐渡が主催する「マーブル☆プロジェクト」に試合提供。
- 5月5日昼、第10回後楽園ホール大会開催（夜は大橋ボクシングジム主催ボクシング興行「フェニックスバトル」）。デジタルコンテンツ『月刊アイスリボン』配信開始。
- 5月6日、3年ぶりの市ヶ谷アイスボックス大会を開催。
- 5月14日、この日を以ってRayが退団。
- 5月27日、長野大会（信州プロレスアリーナ）を開催。
  - 長野県内での女子プロレス興行は2011年5月22日のワールド女子プロレス・ディアナ・佐久大会以来1年ぶり。
- 6月2日、この日の道場マッチを以って甲田哲也マッチメイカーが退任。佐藤肇社長がマッチメイクにおける全責任を負う。
- 6月17日夜、旗揚げ6周年記念大会を北沢タウンホールにて開催。同所での開催は3年ぶり（昼はユニオンプロレス）。この大会を以って長野ドラミが休業。
- 7月13日、北都プロレスとの合同興行「北都リボン」を岩見沢市（星ハム子の地元）のイベントホール赤れんがにて開催。
- 7月15日昼、第2回札幌テイセンホール大会開催（夜は大日本「山川竜司引退興行 THE FINAL」）
- 7月28日、横浜大会にて昼のアイスリボンと夜のJWP女子プロレスの合同で「J RIBBON-2012夏女決定トーナメント」を開催。
- 8月19日夜、マッスルビーナス4周年興行を新木場1stRINGで開催（昼はスターダム）。
- 8月20日、Teensを新木場1stRINGで開催。この大会を最後にみなみ飛香が無期限休業。
- 9月9日、プロレスリングFREEDOMS岩手県一関市総合体育館ユードーム大会に試合提供。
- 9月17日、新木場1stRINGにおけるFREEDOMS「GENTARO AID」に試合提供。
- 9月23日昼、第11回後楽園ホール大会開催（夜はリングス）。同年より本格交流が開始されたプロレスリングWAVEとの対抗戦が組まれる。元ガッツワールドの大島くじらが再デビューする一方、旗揚げより団体を支えたりほが退団してプロレスリング我闘雲舞へ移籍。
- 10月19日、芸能事務所所属者を対象とした「アイスリボン新人デビュープロジェクト」始動。
- 10月21日、第33回埼玉障害者まつりに試合提供。
- 10月28日昼、横浜大会（ラジアントホール）を開催（同日夜に同会場で開かれたディアナにも一部選手出場）。アジャ・コングが来場し12月に開かれるOZアカデミー女子プロレス後楽園大会に志田光を招待。
- 10月31日、新人デビュープロジェクト第1号として堀田祥子がデビュー。
- 11月10日、新人デビュープロジェクト第2号として世羅りさ（奥田理紗）がデビュー。
- 11月11日、筑波サーキットで開かれる「筑波エキサイティングデイ2012」に試合提供。
- 11月25日昼、名古屋大会（クラブダイアモンドホール）を開催（夜は大日本「Death Market 12」）
- 12月13日、コラソン女子プロレスのプレ旗揚げ戦を開催。
- 12月31日昼、第12回後楽園ホール大会開催（夜は年越しプロレス）。新人デビュープロジェクト一挙5人（若松江莉、235、山口ルツコ、寺田浩子、竹田彩乃）がデビューする一方、帯広さやかが退団して我闘雲舞へ移籍。

### 2013年
- 1月5日、DDTプロレスリング、大日本プロレス、プロレスリングFREEDOMS、KAIENTAI DOJOとの合同で「横浜プロレスフェスタ」を開催。
- 1月13日、「DREAM ON STAGE」に試合提供。
- 2月27日、信州プロレスリングエンターテイメントと業務提携を結んだ。その一環として「信州ガールズプロレスリング」旗揚げを発表[5]。
- 3月20日、シアタープロレス花鳥風月に試合提供。
- 3月29日、映画「太陽からプランチャ」の制作を発表。新人デビュープロジェクト7名のうち4名がプロレス卒業、3名が選手継続となった（7名は全員出演）。
- 3月31日昼、第13回後楽園ホール大会開催（夜はプロレスリング・ノア）。
- 4月13日、つくし&くるみプロデュース大会「つくしくるみ祭り」開催。
- 5月4日昼、横浜リボンにてチケットの重複発券が発覚し、対応の為、開始時間が10分遅延。この謝罪として8月25日まで半券を1000円分の金券として使用可とする異例の措置が採られた[6]。
- 5月11日、星ハム子プロデュース大会「セクシー!ハムシー!雑草魂!」を開催。
- 5月25日、横浜リボンにてプロレスサークル出身第1号の藤田あかねがデビュー。
- 6月12日、志田光プロデュース興行開催。
- 6月22日、名古屋・スポルティーバアリーナにて初の3部興行開催。
- 7月14日昼、新宿FACE初進出（夜はOZアカデミー女子プロレス）。真琴が退団以来2年ぶりの参戦。またこの大会をもってIW19王座を封印。
- 7月15日、SKIPシティの夏祭りに試合提供[7]。
- 7月30日、「藤本つかさ生誕祭」開催。栗原あゆみが最初で最後の参戦。
- 8月11日、P-W Remixに試合提供。
- 8月17日と18日、4年ぶりの戸田競艇場大会（戸田ふるさと祭り）を開催。
- 8月25日昼、第14回後楽園ホール大会「不思議の国のアイス2013」開催（夜はDEEP）。ICE×60が体重制限撤廃によりICE×∞に。弓李がデビュー。
- 9月7日、つくしプロデュース興行「16才の野望」を開催。
- 9月13日と14日、2年ぶり2回目の被災地キャラバンを宮城県南三陸町で開催。このうち14日の志津川大会（南三陸さんさん商店街）ではリングを使用。
- 10月1日、大日本・今井良晴追悼興行（後楽園）に参加[8]。
- 10月13日夜、3年ぶりとなる板橋グリーンホール大会を開催（昼はJWP）。
- 10月19日、「ハム子生誕祭 〜みんなの笑顔がみたいのよ♪〜」を開催。この大会は写真撮影に加え紙テープ投げ入れも特別に許可された。また、過去にレフェリーとして参加していた松永智充が選手として初参戦。
- 10月20日、「埼玉障害者まつり」に参加。
- 11月19日、「世羅りさ生誕祭」を開催。
- 12月1日昼、SKIPシティにて「アイスリボンフェスタ2013」を開催。夜は、女子プロレスサークル第1回自主興行「レディ!」を開催。志田光が女子プロレスサークルコーチを退任し、235が引き継ぐ。
- 12月7日、つくし初凱旋興行「神栖リボン-16才の野望II」を神栖市にて開催。
- 12月31日昼、第15回後楽園ホール大会開催（夜は年越しプロレス）。

### 2014年
- 1月4日昼、新春リボンをラジアントホールにて開催（夜のWNCにも志田光が参戦）。
- 1月12日、2年ぶり2度目の長野大会「新春・長野リボン」を信州プロレスアリーナにて開催。
- 1月15日、元WRESTLING DREAMERSのはやてをルチャコーチに迎えてルチャサークル開講を発表。
- 1月22日、紫雷美央がアイスリボン、OZアカデミー女子プロレス、プロレスリングWAVE、ユニオンプロレスの4団体と所属契約。
- 2月9日昼、3年ぶりの大阪大会「大阪リボン2014」を道頓堀アリーナにて開催。
- 2月15日昼、2年ぶり2度目の仙台大会「仙台リボン2014」を宮城野区文化センターにて開催。
  - 夜開催のプロレスリングZERO1からも横山佳和と橋本大地が参戦。
  - 逆にZERO1の大会にて記録的豪雪により一部選手が到着出来ない事態が発生した為、一部のアイス選手がZERO1にも緊急参戦。
- 3月9日昼、名古屋大会「名古屋リボン」を露橋スポーツセンターにて開催（夜はFREEDOMS）。
- 3月18日（広島）から22日（高松）、後述の広島大会のPRを兼ねて大日本の西日本遠征に一部選手が帯同し試合提供。このうち21日・博多スターレーン大会ではWAVEとの団体対抗戦を実施。
- 3月30日昼、第16回後楽園ホール大会開催（夜はRISE 98）。志田光がこれを最後に退団。入れ替わりで宮城もちが復帰、あきば栞がデビューする。
- 5月6日昼、ラジアントホールにてZERO1、WNC、FREEDOMSとの4団体合同で「横浜GWプロレス祭り」を開催[9]。
  - 5月5日はZERO1（13時から）・WNC（18時から）、5月6日はアイスリボン（12時から）・FREEDOMS（17時から）。
  - この4大会はニコニコプロレスチャンネルにてニコニコ生放送配信
    - 実況 : 鈴木健.txt（4大会全て）
    - 解説 : 須山浩継（アイスのみ）
    - 休憩中ゲスト：アブドーラ小林（大日本社員と共にアイスリボンに客として来場[10]、ノーギャラ）。
    - 5月6日、昼アイスリボンにて、新日本プロレスが持っていたニコプロ中継総合視聴者数の最高記録を更新（タイムシフト含め、最終的に6704人が視聴）。
- 5月10日、Nキューブ解散興行を開催。
- 5月28日、この日まで行われた5月開催の道場マッチの月間平均入場者数が100人を突破。
- 5月31日、相模原市体育館にて行われたZERO1「あなたのレスラーズ相模原チャリティー大会」に試合提供。
- 6月4日、道場マッチで藤田あかねが復帰。河崎実監督「電エースタロウ」への全面協力を発表。
- 6月7日昼、旗揚げ8周年記念大会を北沢タウンホールにて開催。寿ゆりがデビュー。
- 6月15日昼、初の広島大会「広島リボン」開催（広島県立広島産業会館東館）
  - 夜の大日本「広島“大”熱狂プロレス」とのダブルヘッダーとして同大会のメインでデスマッチヘビー級王座（vs伊東竜二戦）を戴冠した宮本裕向（666・廿日市市出身）が参戦。
  - 一方で同じくダブルヘッダー予定だったレイパロマ（ダブプロレス）がアイスの試合で負傷したため、代替として一部のアイス参戦選手が大日本にも緊急参戦。但し大日本側の方針（前述）から、大日本正式所属選手とではなく参戦選手（塚本拓海ら）とのミックスドマッチとなる[11]。
- 8月10日、世羅りさ凱旋大会として広島県世羅郡世羅町せらにしタウンセンターにて「世羅リボン」開催。
- 8月14日昼、後楽園ホールで「Teens&Junior」開催（夜は大日本）。
  - 10代に加えキャリア3年未満も対象とし、さらに「若手の壁」となるベテラン、中堅も含め11団体から参戦。
  - そのうちWAVEからは野中美智子リングアナウンサーも参加。
- 8月31日昼、第17回後楽園ホール大会を開催（夜はWRESTLE-1）。
  - 他所の興行で「アイスリボンにメイン・セミは無理」と吐き捨てたダンプ松本に遺恨決着を要求した藤本つかさが一騎討ち。
  - 日時など詳細は未定であるがフジテレビにてドキュメンタリー番組が放送されることが発表される。
- 9月11日、新宿FACEにてOZアカデミー、WAVE、ユニオンとの合同興行「M.I.O.（ミッション・イン・オーダテ）」を開催。
- 9月28日、相模原市体育館にてFREEDOMS協力の下でおでかけプロレス開催。
- 10月19日、全日本プロレス福山大会に試合提供。
- 10月31日、当日付で山口ルツコが引退。今後は千春の指導の下でリングアナウンサーの見習いとして活動。
- 11月24日、ラジアントホール大会で雪妃真矢がデビュー。
- 12月7日、新田猫子凱旋大会として岐阜市文化センター催し広場にて「岐阜リボン」を開催。
- 12月28日、第18回後楽園ホール大会を開催。安藤あいかが久方ぶりにアイスリボンに登場。
- 12月31日、道場マッチで内藤メアリが引退。24の瞳王座を封印。

### 2015年
- 1月4日、「新春リボン2015」を新宿FACEで開催。WAVEからも選手が参戦、うち春日萌花は8年ぶりの参戦となった。
- 3月21日、第19回後楽園ホール大会開催。
- 3月29日昼、大阪大会「大阪リボン2015」を城東区民ホールにて開催（夜は大日本「大阪サプライズ20」）。
- 4月1日、藤本つかさが取締役選手代表に就任[12]
- 5月4日から6日、以下の日程で前年に続き横浜ラジアントホールにて「横浜プロレス祭り」を開催。
  - 5月4日、アイスリボン（12時）、プロレスリングSECRET BASE（17時）。
    - このうち昼アイスでは平成極道コンビ（稲葉雅人&星野勘九郎組）が参戦。

  - 5月5日、ASUKA PROJECT（12時）、WNC-REINA（17時）。
  - 5月6日、プロレスリングFREEDOMS（12時）、ZERO1（17時）。
- 6月20日から27日、団体初のシリーズとして「9th anniversaryシリーズ」を以下の日程で開催。
  - 6月20日、記念道場マッチ。また、山口ルツコが正式にリングアナデビューを果たす。
  - 6月21日、名古屋大会（名古屋市千種文化小劇場ちくさ座）。
  - 6月24日、第20回後楽園ホール大会。
    - 通常の興行終了後、大日本のバックアップによる「世羅りさプロデュース興行」を実施[13]。

  - 6月27日昼、仙台大会（宮城野区文化センター・夜のFREEDOMSにも一部選手参戦）
- 6月30日、大日本主催「札幌テイセンホール・プロレス・ラストマッチ 〜Sapporo Limelight〜」に試合提供で参加
- 7月19日、小平市立小平第一中学校体育館にて「租税プロレス」開催。斉藤一二三レフェリーがデビュー。
- 7月25日、寿ゆりラストマッチを開催。
- 7月29日、第21回後楽園ホール大会開催。
- 8月1日、三原市にて「三原リボン」を開催。（世羅りさの母校如水館高校同窓会主催）
- 8月2日、「せらリボン2」を開催。
- 8月17日夕刻、出張道場マッチin後楽園ホールを開催（夜は大日本）
- 8月30日昼、第22回後楽園ホール大会開催（夜はWRESTLE-1）
- 9月6日、北沢タウンホール大会で長崎まる子がデビュー
- 9月22日、ラジアントホールでTeens興行開催
- 10月11日昼、第3回札幌大会開催（札幌テイセンホールの閉鎖の為、会場を札幌マルスジム（札幌市中央区）に変更。夜の大日本からも一部選手参戦、アイスからも前日同会場の大日本に試合提供）
- 10月12日昼、初の釧路大会（釧路市桜ヶ丘青雲台体育館）を開催（夜の大日本からも一部選手参戦、アイスからも試合提供）
- 10月17日、第23回後楽園ホール大会開催
- 10月18日、第2回岐阜大会開催
- 11月8日、第2回神栖大会開催
- 12月28日、新木場1stRING大会・第2回世羅りさプロデュース興行 「春夏秋冬デスマッチ」を開催。
  - 場内MC、紫雷美央・翔太（二代目須山浩継、ガッツワールド）
- 12月31日昼、第24回後楽園ホール大会開催。新田猫子が引退。

### 2016年
- 1月9日、この日の横浜大会をもって、希月あおいがフリー転向のため退団。
- 2月27日、第4回仙台大会開催（宮城野区文化センター）。
- 3月12日昼、第25回後楽園ホール大会開催。沙弥がデビュー。
  - この大会では前回（2015年12月31日）の観客動員数1000人突破を受け、所属全選手が競泳水着着用で試合を行った（膝の怪我で欠場中の柊くるみと、素行不良で出場停止処分を受けた235を除く）。
  - また、この企画に賛同した一部参戦選手（飯田美花と中島安里紗）も競泳水着着用で試合を行う。
- 3月19日から21日、西日本遠征を行う[14]（全て大日本プロレスとの昼夜で、昼アイス夜大日本の形態で開催）。
  - 3月19日、西区民センター。
  - 3月20日、博多スターレーン（一部選手が夜の大日本に試合提供、逆に大日本から岡林裕二が参戦）。
  - 3月21日、広島県立広島産業会館東館（一部選手が夜の大日本に大日本所属選手（佐久田俊行）を交えたミックスドマッチで参戦）。
- 4月9日、大さん橋ホールにてOZアカデミー女子プロレスとの昼夜興行を開催。
- 5月4日、横浜文化体育館大会を開催（観客動員数1552人）[15]。
- 5月28日、エフエム戸塚主催「モレラ東戸塚チャリティプロレス」（横須賀線・東戸塚駅西口）に参加（但し大日本の大会となる為、試合提供のみ）。
- 7月3日、第26回後楽園ホール大会開催。
- 8月16日から19日及び23日から26日、大日本が開催する上野恩賜公園野外ステージでの「夏の上野プロレス祭り2016」に参加[16]。
  - 2から3部構成の大会のうち1大会をアイスが主催、大日本が主催する1～2大会中1大会で試合提供。
  - 大日本・アイスリボン・ニコプロのニコニコ動画各チャンネル持ち回りでニコ生配信。
- 9月1日、引退していた紫雷美央がスタッフとして復帰。主にレフェリーとプロレスサークルコーチを務める。但しニコプロMCやOZアカデミー等、選手活動終了以降行っていた活動は継続する。
- 10月1日、リングアナウンサーの山口ルツコが新たに芸能事務所に所属し、二重所属ができなくなったため退団。
- 10月8日昼、岩見沢大会（イベントホール赤れんが）を開催。新人リングアナウンサーオーディションの合格者、はらあいがリングアナウンサーとして正式デビュー。
- 10月9日昼、第4回札幌大会（札幌マルスジム）を開催（夕方は大日本、夜はDDT）。
- 10月10日、函館大会（函館総合卸センター流通ホール）を開催。
- 10月30日、フジテレビ放送のザ・ノンフィクションにてアイスリボンが特集される。
- 11月3日、新木場1stRING大会にて王者・藤本つかさと挑戦者・つくしのICE×∞王座選手権試合が30分時間切れ引き分けとなり、王座剥奪。フリーとして参戦していた尾崎妹加（元Beginning）の発案でトーナメント戦を実施。
- 11月19日、新木場1stRINGにて世羅りさプロデュース興行第3弾「バースデー・デスマッチ」を開催。
- 12月31日昼、第27回後楽園ホール大会を開催（夜は年越しプロレス）。大会内にてICE×∞王者決定トーナメントの準決勝及び決勝戦を実施。

### 2017年
- 1月9日昼、横浜大会「新春横浜リボン2017」を開催。
- 1月29日昼、両国KFCホール大会を開催。
- 2月8日、よしもと幕張イオンモール劇場にてアイスリボンvsよしもと対抗戦vol.1を開催。
- 3月26日昼、第28回後楽園ホール大会「アイスリボンマーチ2017」を開催（夜は新日本プロレス）。3月開催初の観客動員数1000人超え（1039人）を達成。この大会でトトロさつきがデビュー。
- 4月2日昼、大阪大会「大阪リボン2017」を開催。
- 4月15日昼、仙台大会「仙台リボン2017」を開催。
- 4月24日、第29回後楽園ホール大会、「アイスリボンフェスタ2017」を開催。
  - 参加アーティスト：サイプレス上野・成賀くるみ・絶叫する60度・仮面女子
  - この大会にて、女子総合格闘家チーム「Team DATE」から、女子格4姉妹（華DATE、華蓮DATE、法DATE、直DATE）がプロレスデビュー[17]。
- 5月3日から5日、横浜ラジアントホールにて、「横浜プロレスまつり2017」を開催。
  - 5月3日、昼ASUKA PROJECT、夜アイスリボン『10代女子レスラー主催興行～Teens10 Final』
  - 5月4日、昼アイスリボン、夜FREEDOMS
  - 5月5日、昼アイスリボン、夜SEAdLINNNG
- 5月20日、前年に引き続き、エフエム戸塚主催「モレラ東戸塚チャリティプロレス」（横須賀線・東戸塚駅西口）に参加。アイス・大日本の全6試合中4試合が、何かしらのタイトル戦（BJWジュニア（王座決定リーグ戦）・リボンタッグ・ICE×∞・BJWタッグ）に関連した前哨戦となった。
- 5月28日昼、両国KFCホール大会を開催。
- 5月31日、「アイスリボン806〜235プロレス卒業〜」をアイスリボン道場で開催。この道場マッチをもって235がプロレスラーを引退。
- 6月11日と12日、北海道遠征を実施。
  - 6月11日、函館市亀田福祉センター。
  - 6月12日昼、ススキノ・マルスジム（夜は大日本）。この大会にて星いぶきがデビュー。
- 6月25日昼、2回目の大さん橋ホール大会を開催（夜はOZアカデミー）。
- 7月17日昼、アイスリボン横浜大会「横浜リボン2017・夏」を開催。
- 8月11日昼、道頓堀プロレス主催「関西プロレスコレクション2017」（大阪府立体育会館）に参加。
- 8月13日、両国KFCホール大会を開催。
- 8月15日から17日、前年に引き続き、上野公園野外ステージにて3日連続計8大会を開催（全日程アイスリボンの大会として行う）。
- 8月27日昼、第30回後楽園ホール大会「不思議の国のアイス2017」を開催。この大会で朝陽がデビュー。
- 9月3日昼、アイスリボン大阪大会「大阪リボン2017・秋」を開催。
- 9月23日、アイスリボン横浜大会「横浜リボン2017・秋」を開催。
  - この大会より、つくしの不祥事による出場停止処分と柊くるみの負傷による欠場が重なり、空位となったタッグ王座の王者決定トーナメントを開催（決勝、10月29日後楽園）。
- 10月9日
  - 昼、「しながわ夢さん橋2017」山手線貸切列車「夢さん橋号」にて藤本つかさ対雪妃真矢によるシングルマッチ 山手線一周一本勝負が行われた。
  - 夜、両国KFCホール大会を開催。
- 10月29日昼、第31回後楽園ホール大会「Oktober Iceribbon Fest2017」を開催。この大会でジュリアがデビュー。
- 11月23日昼、横浜大会「横浜リボン2017・Nov.」を開催。
  - この大会より、キャリア3年未満の選手を対象にしたシングルトーナメントを開催（決勝、12月31日後楽園）。
- 12月17日昼、板橋グリーンホール大会を開催。
- 12月24日昼、両国KFCホール大会を開催。
- 12月31日昼、第32回後楽園ホール大会「RIBBONMANIA 2017」を開催。
  - この大会でマンモス稲子がデビュー（今大会限りのゲスト参加）。
  - また、7月の不祥事により無期限出場停止処分を受けていたつくしが「再デビュー」扱いで復帰。

### 2018年
- 1月6日、横浜大会「新春横浜リボン2018」を開催。
- 1月28日、電流爆破フェスティバル なにわ超花火2018（大阪府立体育会館・第2競技場）にて試合提供。また、藤田あかねが電流爆破デスマッチに挑戦[18]。
- 2月12日、大阪大会「大阪リボン2018」を開催（生野区民センター、夜はOZアカデミー）。柊くるみの発案で6人タッグトーナメントを行うことが発表された。
- 2月24日、横浜大会「横浜リボン2018・Feb.」を開催。
- 3月25日、第33回後楽園ホール大会「アイスリボンマーチ2018」を開催。
- 4月8日、両国KFCホール大会を開催。デビュー3年を境にキャリア別で対抗戦を行うことが発表された。
- 5月1日、横浜大会「横浜リボン2018GWⅠ」を開催。
- 5月2日、横浜大会「横浜リボン2018GWⅡ」を開催。
- 5月13日、両国KFCホール大会を開催。
- 5月20日、仙台大会「仙台リボン2018」を宮城野区文化センターで開催。
- 5月25日、この日をもって、長崎まる子がアイスリボンから退団、いたばしプロレスに移籍。新リングネームはリングネームは「まるこ」となる。
- 6月16日昼、大阪府立体育会館・第2競技場大会「大阪リボン2018Ⅱ」を開催[19]。
- 6月30日、札幌大会「札幌リボン2018Ⅰ」を開催。
- 7月1日、札幌大会「札幌リボン2018Ⅱ」を開催。
- 7月8日、第34回後楽園ホール大会「サマージャンボリボン2018」を開催。
- 7月16日、横浜大会「横浜リボン2018・夏」を開催。
- 8月5日、両国KFCホール大会を開催。
- 8月26日、横浜文化体育館大会を開催。大会中に豊田真奈美がスーパーバイザーに就任する。
- 9月24日、横浜大会「横浜リボン2018・秋」を開催。
- 10月8日、第35回後楽園ホール大会「Oktober Iceribbon Fest2018」を開催。また、この大会の第一試合で行われた藤本つかさ対世羅りさの3本勝負が場外まで及び、3本目では団体2度目の山手線一周プロレスに至った。
- 10月28日、両国KFCホール大会を開催。今大会よりICE×∞王座への次期挑戦者決定トーナメントを開始する。
- 11月3日、大阪大会「大阪リボン2018Ⅲ」を開催。
- 11月24日、横浜大会「横浜リボン2018・Nov.」を開催。
- 12月2日、「超花火×アイスリボン 百尺竿頭」を千葉・ブルーフィールドで開催。メインでは王者の世羅りさと挑戦者の藤本つかさで「爆女王選手権試合〜電流爆破デスマッチ〜」が行われた。
- 12月9日、両国KFCホール大会を開催。
- 12月31日、第36回後楽園ホール大会「RIBBONMANIA2018」を開催。この大会で鈴季すずがデビュー。

### 2019年
- 1月5日、横浜大会「新春横浜リボン2019」をラジアントホールで開催。
- 1月6日、川口大会「アイスリボン934 in SKIPシティ」を埼玉県産業技術総合センター・多目的ホールで開催。
- 1月27日、名古屋大会「名古屋リボン2019」をDIAMOND HALLで開催。
- 2月9日、横浜大会「横浜リボン2019・Feb.」をラジアントホールで開催。
- 2月17日、大阪大会「大阪リボン2019」を大阪市立港区民センターで開催。
- 2月28日、この日をもって華DATE、直DATE、法DATE、華蓮DATEが退団。
- 3月17日、千葉大会「千葉リボン」をオリエンタルホテル東京ベイ・大宴会場「オリエンタル」で開催。この日は1部、2部と昼夜に分けて大会が行われた。
- 3月25日、長野ドラミ、優華が引退。
- 3月31日、第37回後楽園ホール大会「アイスリボンマーチ2019」を開催。オープニングでは優華の引退挨拶と10カウントゴングが行われた。
- 4月14日、川口大会 「アイスリボン954 in SKIPシティ」を埼玉県産業技術総合センター・多目的ホールで開催。
- 5月1日、横浜大会「横浜リボン2019GWⅠ」をラジアントホールで開催。この大会でバニー及川が選手としてデビュー。
- 5月3日、横浜大会「横浜リボン2019GWⅡ」をラジアントホールで開催。
- 5月25日、大阪大会「大阪リボン2019・Ⅱ」を大阪市立平野区民センターで開催。
- 6月15日、仙台大会「仙台リボン2019」を仙台PITで開催。
- 6月30日、川口大会 「アイスリボン968 in SKIPシティ」を埼玉県産業技術総合センター・多目的ホールで開催。
- 7月15日、横浜大会「横浜リボン2019・夏」をラジアントホールで開催。この大会をもって松本都が退団。
- 8月3日、大阪大会「大阪リボン2019・Ⅲ」を大阪市立港区民センターで開催。
- 8月11日、新潟大会「新潟リボン」を新潟市西川多目的ホールで新潟プロレスと共同開催した。
- 8月14日から17日、上野公園野外ステージにて「アイスリボン夏祭り2019 in 上野」計10大会を開催。
- 8月24日、第38回後楽園ホール大会「不思議の国のアイス2019」を開催。
- 9月14日、「横浜文化体育館大会Ⅲ」を横浜文化体育館で開催。
- 9月23日、横浜大会「横浜リボン2019・秋」をラジアントホールで開催。
- 9月29日、川口大会 「アイスリボン996 in SKIPシティ」を埼玉県産業技術総合センター・多目的ホールで開催。
- 10月12日、当日開催予定であった第39回後楽園ホール大会「Oktober Iceribbon Fest2019」は令和元年東日本台風（台風19号）接近に伴う安全確保を考慮し中止となった。大会内で予定されていたテキーラ沙弥の引退も同時に延期となった。
- 11月3日、大阪大会「大阪リボン2019・Ⅳ」を176BOXで開催。
- 11月15日、10月13日に退団を表明していたジュリアの退団を正式に認める。
- 11月23日、横浜大会「横浜リボン2019・Nov.」をラジアントホールで開催。
- 12月1日、川口大会 「アイスリボン1010 in SKIPシティ」を埼玉県産業技術総合センター・多目的ホールで開催。
- 12月31日、第39回後楽園ホール大会「RIBBONMANIA2019」を開催。本大会をもってテキーラ沙弥が引退した。

### 2020年
- 1月4日、横浜大会「新春横浜リボン2020」をラジアントホールで開催。
- 1月13日、川口大会「アイスリボン1018 in SKIPシティ」を埼玉県産業技術総合センター多目的ホールで開催。
- 1月26日昼、名古屋大会「名古屋リボン2020」をDIAMOND HALLで開催（夜は大日本プロレス）。
- 2月24日、第40回後楽園ホール大会「RE:BORN」を開催。
- 3月14日、第41回後楽園ホール大会「アイスリボンマーチ2020」を開催。
- 3月20日、川口大会「アイスリボン1030 in SKIPシティ」を埼玉県産業技術総合センター多目的ホールで開催。
- 3月29日、大阪豊中大会「アイスリボン1033 in 176BOX」を176BOXで開催予定であったが、新型コロナウイルスの感染拡大と、これに伴う大阪府からの外出自粛勧告に伴い、開催が中止。代替としてニコニコ動画内の「アイスリボンch」で無観客での試合がニコニコ生放送でライブ配信された（ゲストにOZアカデミー・尾崎魔弓代表とポリス）。これ以降ウイルス感染拡大が収まらず、改正・新型インフルエンザ等対策特別措置法に基づく新型コロナウイルス緊急事態宣言発令も重なり、5月4日予定の横浜文化体育館大会を含む全ての大会を中止の上、同様の無観客試合を実施（4月11日からはニコ生に加えてYouTube Liveも追加）。
- 5月4日、道場での無観客試合「アイスリボン1039」で石川奈青がデビューした。
- 6月6日、この日の道場マッチより、無観客開催措置を解除。但し、大幅に収容人員を削減した上での開催となった為、ニコ生でのPPV配信を併用して行う。以降、基本全ての首都圏のビッグマッチ・道場マッチ・P’sPartyの生中継をPPV配信で行っている。
- 6月13日、横浜大会「横浜リボン2020・June」をラジアントホールで開催。
- 6月27日、「アイスリボン1048 in 新木場1stRING」を新木場1stRINGで開催。
- 7月12日、大阪豊中大会「アイスリボン1051 in 176BOX」を176BOXで開催。
- 7月19日、川口大会「アイスリボン1053 in SKIPシティ」を埼玉県産業技術総合センター多目的ホールで開催。
- 7月25日、第42回後楽園ホール大会「サマージャンボリボン2020」を開催。
- 8月9日、「アイスリボン横浜文化体育館大会FINAL」を横浜文化体育館で開催。真白優希がデビュー。
- 8月12日から14日までの間、上野公園野外ステージにて「アイスリボン夏祭り2020 in 上野」計7大会を開催。
- 8月23日、川口大会「アイスリボン1065 in SKIPシティ」を埼玉県産業技術総合センター多目的ホールで開催。
- 8月29日、第43回後楽園ホール大会「不思議の国のアイス2020」を開催。
- 9月5日、横浜大会「横浜リボン2020・Sep」をラジアントホールで開催。
- 9月13日、川口大会「アイスリボン1069 in SKIPシティ」を埼玉県産業技術総合センター多目的ホールで開催。
- 9月20日、第44回後楽園ホール大会「リボンの騎士たち2020」を開催。
- 10月3日、横浜大会「横浜リボン2020・Oct.」をラジアントホールで開催。
- 10月18日、大阪豊中大会「アイスリボン1076 in 176BOX」を176BOXで開催。
- 10月25日、川口大会「アイスリボン1077 in SKIPシティ」を埼玉県産業技術総合センター多目的ホールで開催。
- 10月31日、第45回後楽園ホール大会「Oktober Iceribbon Fest2020」を開催。
- 11月23日、横浜大会「横浜リボン2020・Nov．～雪妃真矢デビュー6周年プロデュース興行」をラジアントホールで開催。
- 11月29日、川口大会「アイスリボン1084 in SKIPシティ」を埼玉県産業技術総合センター多目的ホールで開催。
- 12月12日、横浜大会「横浜リボン2020・Dec.」をラジアントホールで開催。
- 12月27日、川口大会「アイスリボン1089 in SKIPシティ」を埼玉県産業技術総合センター多目的ホールで開催。
- 12月31日、第46回後楽園ホール大会「RIBBONMANIA2020」を開催。

### 2021年
- 7月4日、川口大会「アイスリボン1131 in SKIPシティ」を埼玉県産業技術総合センター多目的ホールで開催。この大会で咲蘭がデビュー。
- 9月29日（現地時間）にて放送された「CMLL Informa」番組冒頭において、CMLL女子部 と アイスリボン＆P’s Partyの提携が発表された。10月1日から藤本つかさ、春輝つくし、P's Partyメンバーの向後桃がCMLL参戦のため遠征。
- 10月27日、CMLLとの提携から新団体設立のためP's Partyを11月道場マッチ、12月成美大会をもって終了することを発表。
- 11月13日、大田区大会「アイスリボン大田区総合体育館大会」を開催。この大会でキクと松下楓歩がデビュー。
- 11月30日、テクラが契約解除のため退団。
- 12月1日、弓李が引退。
- 12月22日、P's Partyがこの日の成美グリーンホールでの第94戦大会をもって終了。
- 12月31日、世羅りさ、宮城もち、藤田あかね、柊くるみ、鈴季すずが退団しユニット「プロミネンス」を結成。

### 2022年
- 1月1日、雪妃真矢が同日よりフリー契約になる。
- 1月9日、SKIPシティ多目的ホール大会にて斉藤一二三レフェリーが、同年3月20日の後楽園ホール大会をもっての引退を表明した。
- 3月4日、春輝つくしが、同年5月4日の横浜武道館大会をもっての引退を表明した[20]。
- 3月20日、後楽園ホール大会にて藤本つかさが5月4日横浜武道館大会を最後に無期限休業に入ると発表。アクトレスガールズを離れた本間多恵が横浜武道館大会からの復帰を表明。同大会をもって斉藤一二三レフェリーが引退した。
- 4月30日、後楽園ホール大会にて弓李がエキシビションマッチに出場し、限定参戦での復帰を表明。
- 5月4日、横浜武道館大会にて本間多恵が復帰。同大会をもって春輝つくしが引退、藤本つかさが無期限休業に入る。試合後のつくし引退セレモニーにて、練習生3名をお披露目。3名は2児の母のカレー、篠瀬三十七（飛鳥プロレス）の娘で17歳の篠瀬ありさ、中学2年生で13歳のいちご。
- 5月21日、道場マッチにてバニー及川が、同月28日ラジアントホール大会をもって当面の休業を発表した。
- 5月23日、第33代王者つくしの引退により空位になったICE×∞王座に関して、第34代王者決定トーナメントの開催概要を発表した[21]。同月28日ラジアントホール（昼夜2大会）にて1回戦、6月18日ラジアントホール大会にて準々決勝、6月26日後楽園ホール大会にて準決勝（準決勝まで15分1本勝負、引き分けはキャリアの浅い選手が勝ち上がり）と決勝（時間無制限1本勝負）を開催する。
- 5月28日、ラジアントホール大会をもってバニー及川が休業に入る。
- 6月18日、ラジアントホール大会のエキシビションマッチに出場した練習生の篠瀬ありさについて、同月26日後楽園ホール大会でのデビューが決定した[22]。
- 6月26日、後楽園ホール大会で篠瀬ありさ改め「しのせ愛梨紗」がデビュー。団体の新ロゴマークがお披露目[23]。弓李が7月31日後楽園大会での復帰を発表。メインで安納サオリが真白優希を破り、第34代ICE×∞王者となる。
- 9月29日、真白優希が同年12月31日後楽園ホール大会をもっての引退を表明した[24]。
- 11月27日、元WAVEの塚田しずく改め「海乃月雫（うみの・つきな）」の入団、ならびに12月4日大阪・176BOX大会での再デビューを発表した[25]。
- 11月28日、千春、はらあい両リングアナが12月31日付で退団し、以後は不定期参戦になると発表[26]。
- 12月31日、後楽園ホール大会でアイドルグループ「リアスクライブ」の夢咲あむが練習生として紹介される。真白優希が鈴季すずとのシングルマッチで引退。

### 2023年
- 1月9日、SKIPシティ多目的ホール大会にてアイドルグループ「スリジエ」の愛い姫（あいき）を練習生として紹介し、同月29日新木場1stRING大会でのデビューを発表した[27]。
- 1月25日、Princess's Party第18戦にてリングアナの千春が、ネオプラス傘下の新団体「hotシュシュ」の設立、ならびに4月12日にプレ旗揚げ戦の開催を発表した[28]。
- 1月29日、新木場1stRING大会にて愛い姫が海乃月雫とのシングルマッチでデビュー。
- 3月16日、3月末で石川奈青が退団し、合わせて4月以降に朝陽がActwres girl'Zにレンタル移籍すると発表[29]。
- 3月19日、後楽園ホール大会（観衆409人）で夢咲あむがデビュー。真琴＆星ハム子組がリボンタッグ王座を、トトロさつきがICE×∞王座をそれぞれ奪取。
- 3月31日、休業中のバニー及川がこの日を以て退団することを発表[30]。
- 6月17日、SKIPシティ大会で元所属選手のみなみ飛香と元我闘姑娘のひなたが7月17日横浜大会でそれぞれ復帰・再デビューすることを発表。
- 7月17日、ラジアントホール大会（観衆210人／満員）で欠場が続いていたしのせ愛梨紗が復帰。みなみ飛香とひなたが復帰戦でリボンタッグ王座に挑戦するも敗れる。メインでトトロさつきを破りICE×∞王座を奪取したYuuRIに対し、海乃月雫が7月30日利府大会での一騎打ちを要求。
- 8月26日、後楽園ホール大会にて、映画『THE CHALLENGER－希望のリング－』プロジェクトのオーディション合格者である、芦田美歩、小池真優香、花屋ユウ、藤滝明日香、古川奈苗、南ゆうきがプロレスデビュー（アイスリボン所属）。今後は芸能活動もあるため不定期参戦。[31]。
- 9月3日、大田区産業プラザPiO小展示ホール大会にて4選手の退団を発表。朝陽がActwres girl'Zへ完全移籍、キクがhotシュシュへ移籍、愛い姫と夢咲あむがアイドル活動専念のためプロレスラー卒業となる[32]。
- 9月17日、成増アクトホール大会のメインでみなみ飛香がプランチャの着地に失敗し左ヒジ粉砕骨折、全治5ヶ月の重傷を負う。
- 12月14日、株式会社リベリオンズと業務提携して新たに「株式会社アイスリボン」を設立し、現行の「有限会社ネオプラスアイスリボン事業部」から海乃月雫を除く全選手が移籍[33]。
- 12月31日、後楽園ホール大会（観衆503人）で真白優希が復帰を発表。弓李＆芦田美歩組がリボンタッグ王座を奪取[34]。

### 2024年
- 1月27日、後楽園ホール大会で真白優希が真琴戦で復帰。同大会にて「なんでも願いを叶えられる権」が与えられる、所属選手による1DAYトーナメント「RIBBON-1トーナメント」が開催、星ハム子が優勝。優勝の権利として「後楽園ホール大会メインでの星いぶきとのシングルマッチ」を希望し3月の後楽園にて実現。また同大会の観衆は299人と団体過去最低の入りとなった[35]。
- 3月8日、藤本つかさが育休明けとなり、アイスリボンの広報部長として復帰[36]。
- 3月23日、後楽園ホール大会にて星いぶきvs星ハム子の親子対決によるICEx∞王座戦が実現、23分超えの熱戦の末いぶきが王座防衛と同時にハム子から初勝利をあげる。真白が引退・返上の後一年以上封印状態であったトライアングルリボン王座を前王者であった真白優希が再び奪取。また観衆は541人と2023年以降で最も多い入りとなる[37]。
- 4月6日、星いぶきが妊娠による長期休業を発表。ICEx∞王座は返上した。
- 4月27日、スターダム横浜BUNTAI大会に藤本つかさがサプライズで登場、岩谷麻優に対し中島安里紗との「ベストフレンズ」での対戦を要求[38]。
- 4月29日、南ゆうきが退団。
- 5月1日、アイスリボン制作の映画「リング・オブ・ザ・リビングデッド」が始動[39]。
- 6月23日、後楽園ホールで「雨のち、リボン2024」開催（観衆1088人／満員）。IWGP女子王座戦は挑戦者の藤本つかさが右肘を脱臼し岩谷麻優が防衛[40]。
- 8月21日、藤滝明日香がリングネームを「グリズリー藤滝」に変更[41]。
- 8月24日、後楽園ホールで「不思議の国のアイス2024」開催（観衆568人）。元PURE-Jの勝愛実が入団を発表[42]。弓李が8年ぶりにトライアングルリボン王座を奪回[43]。休業前ラストマッチを終えた藤本つかさが「ジュリアをぶん殴りにいく」と、翌日のマリーゴールド新木場大会への出陣を宣言[44]。
- 10月19日、後楽園ホールで「Oktober Iceribbon Fest2024」開催（観衆312人）。ICEx∞王座の新王者となった真白優希が試合後に「株式会社アイスリボンの五嶋一人社長と連絡が取れない」と、音信不通と給料未払いを訴えた[45]。
- 10月25日、芦田美歩が給与未払いを理由に翌日の大会から無期限の欠場に入ることを発表[46]。
- 10月30日、道場マッチにて紫雷美央、咲蘭、芦田美歩、古川奈苗が12月31日をもって退団することを発表[47]。
- 11月1日、真白優希が10月末で所属契約を解除し11月からフリーで限定参戦すること、さらに紫雷、咲蘭、芦田、古川、しのせ愛梨紗、グリズリー藤滝の6人が11月からネオプラスとの契約に切り替えた上で12月31日の後楽園大会で退団することを発表[48][49]。
- 11月23日、ラジアントホール大会に堀田祐美子が来場し、12月31日後楽園大会への参戦を表明[50]。
- 11月27日、しのせ愛梨紗が2025年より父・篠瀬三十七主宰の「飛鳥プロレス」所属になることを表明[51]。
- 12月7日、12月31日後楽園大会で小池真優香と花屋ユウがプロレス卒業する事を発表[52]。

### 2025年
- 1月3日、4日横浜大会の「海乃月雫vsX」のXとして藤田あかねが登場するが、海乃が左肩を脱臼したため、カードが「藤田あかねvsX」に変更となる。

## 他団体との交流

### 女子団体
JWP女子プロレス
前述の通り初期から相互に参戦。特に道場開設後はJWPでデビューした若手選手の参戦も目立っている。2011年にJWPが復活させた「タッグリーグ・ザ・ベスト」にはアイスリボンより毎年参戦。2012年7月にはJWPとの合同興行も横浜で開催されている。2014年頃つくしがレギュラー参戦し、タッグリーグで優勝するなど成果を挙げている。
PURE-J女子プロレス
2017年8月11日の旗揚げ戦から交流が行われている。
LLPW-X
旧LLPW時代と比べて団体活動が縮小されたため、交流はほとんどないが、数少ないものとしてアイガーがトライアングルリボン王座を奪取している。2014年にはLLPW-Xスーパーバイザーの風間ルミが「らぶりー・ぶっちゃーず」のマネージャーとして参加。2017年後楽園ホール大会に井上貴子が初参戦。以降の交流は無い。
ワールド女子プロレス・ディアナ
旗揚げ当初は関係を断っていたが、2012年12月31日のアイス後楽園大会で堀田祐美子が星ハム子と一騎討ちを行ったのを機に、ハム子が堀田暴走軍に加入し、ディアナに常連参戦。逆に2013年1月の横浜赤レンガ倉庫大会にはSareeeも参戦し、アイスリボンが制作に関わる映画「太陽からプランチャ」にも出演。12月15日のディアナ新宿大会にくるみが来場して、12月31日のアイスリボン後楽園ホール大会と2014年1月4日横浜で井上京子とタッグを組んでいる。2014年より林小雪がレギュラー参戦中。2015年にはディアナ生え抜き第2号の田中盟子がアイス初参戦。2024年にはななみがトライアングルリボン王座を奪取。
OZアカデミー女子プロレス
それまでは選手の自主興行に招聘される程度だったが、2012年12月に志田光がアジャ・コングと行動を共にする様になった事により、両者間を中心に本格的な交流が始まった。志田の退団後は表向きの交流は一旦途絶えたが、退団直前に紫雷美央が兼任所属。美央のラインを通じた4団体合同興行も開催され、アイスリボン横浜大会に尾崎魔弓代表（+西尾美香）が参戦、逆にアイスリボンからは雪妃真矢が尾崎代表の派閥「正危軍」に参加している。また後楽園クラスの大会では、鍼灸整骨院を開業しているAKINOがリングドクターとして帯同している他、尾崎代表が参戦する場合はポリスも帯同する。雪妃のフリー転向で所属選手の直接の絡みは無いが、MIOレフェリーのみ参戦が継続。
Marvelous
2016年のSEAdLINNNGの大会において桃野美桜が藤本つかさを挑発する行動を取った事がきっかけとなり、同年12月の後楽園ホールから相互参戦を開始。アイスリボンには主に桃野と門倉凛が参戦して逆にアイスからは主に長崎まる子と弓李が参戦し、桃野とチームを結成している。
SEAdLINNNG
スターダムを退団した高橋奈七永が設立したSEAdLINNNGにも、主に藤本つかさが参戦。藤田あかねや、つくしも参戦することが多い。藤本は中島安里紗とJWP在籍中からタッグを結成中。
REINA女子プロレス
真琴はアイスリボン所属時代から常連参戦しており、後に移籍が実現。SMASHではアイスリボン所属選手で「JCB戦隊アイッシュ」を結成している。
SMASH解散後に旗揚げされたWNCでは旗揚げ戦に紫雷美央の代役としてりほが参戦して真琴とタッグを組んだ。志田光も選手の自主興行に参戦。アイスリボンには真琴、朱里、華名に加え、生え抜きの小林香萌、日向小陽も参戦。WNCには主にTAJIRIと同郷の成宮真希が参戦。
REINAにはついては、団体化とプロモーション化が繰り返されているが、アイスリボンからも適宜参戦して、マッスルビーナスがREINA世界タッグ王座を獲得した後、インターナショナル・リボンタッグ王座と統一されアイスリボンに定着していた。一方でREINAからもセウシスらCMLLからREINAに来日中の選手が参戦している。2014年8月の後楽園大会にアレックス・リーも参戦。成宮はCMLL-REINAインターナショナルジュニア王座を奪取した他、真琴とタッグを組んでいる。2015年、成宮がREINAに円満移籍して、以降もアイスリボンには参戦継続。2018年のREINA×ドリームガールズ（第4次REINA女子プロレス）による活動再開にも協力している。
プロレスリングWAVE
いわゆる「大人の事情」で関係は断っていたが、フリーとして参戦していた植松寿絵のWAVE入団（現在は引退）がきっかけとなり、2012年に入るとアイスリボン所属選手の参戦が本格化。藤本つかさが大畠美咲と、志田光が桜花由美と、それぞれ組んでタッグベルトを獲得するなど結果を残している。また、9月後楽園では団体対抗戦も決行した。その後もWAVEからは主に渋谷シュウが参戦してトライアングルリボン王座も獲得。2014年にはWAVE新人第1号の夏すみれ、それ以降も長浜浩江や、系列団体であるOSAKA女子プロレスの選手などが参戦している。また、アイスリボンの道場でWAVEの大会を開催させるなど、興行面にも関わっている。
2020年以降は長浜の引退ロードや旧姓・広田さくらが稀に参戦する程度で交流頻度は激減していたが、2024年に咲蘭が参戦し桜花由美と対戦、更に桜花とのタッグで「DUALSHOCK WAVEトーナメント」に出場。
スターダム
鎖国を敷いているため、他団体との交流には消極的だったが、2012年10月に志田光、12月後楽園には逆にフリー時代にアイスリボンに参戦していた高橋奈苗らが参戦。2013年1月には藤本つかさが参戦を果たしている。
生え抜きでは別ブランド「Teens」ではあるが岩谷麻優と須佐えりが参戦経験あり。両国国技館大会には藤本、世羅りさ、山口ルツコが参戦して逆にアイスリボン新宿FACE大会にも高橋と須佐が、神栖大会にも高橋が参戦した。また、リング外では世羅と翔月なつみ（床田菜摘）が同じ劇団「水色革命」に所属する。
2014年には「Tenn&Junior」に彩羽匠とコグマが参戦、スターダムのタッグリーグ戦「GODDESSES OF STARDOM」でも世羅が彩羽匠とのチームでエントリー、公式戦のうち1試合（世羅&彩羽組対世IV虎&はづき蓮王組）が10月22日のアイスリボンの道場マッチで組まれた。
2015年にはスターダムの後楽園ホール大会に世羅がレギュラー参戦を表明していたが、彩羽の移籍に加え、2月後楽園ホール大会での世IV虎事件を問題視して3月以降参戦を中止。以降選手交流は断絶状態にある。2016年3月のアイス後楽園に紫雷イオと岩谷麻優が来場し藤本つかさ&中島安里紗との対戦を要求したものの、その後の交渉において、やはり世IV虎事件と、その後の対応が問題視されて頓挫している。その後、2019年に起きたジュリアの移籍に伴うトラブルやスターダムへ参戦した選手らのスターダムのリング上でのアイスリボンに対する発言で関係は完全に崩壊していた。
しかし、2024年に対立の原因となったロッシー小川とジュリアの両名が（新団体設立に関連して）スターダムを去ったことによって一変、4月27日のスターダム横浜BUNTAI大会に藤本がIWGP女子王座防衛直後の岩谷に対し8年前に流れた中島とのタッグでの対戦を要求、5月18日のスターダム横浜武道館大会で岩谷＆羽南vs藤本＆中島のタッグマッチが行われ、藤本が勝利し岩谷の保持するIWGP女子王座への挑戦が決定し、6月23日に対戦がアイスリボンの後楽園ホール大会で実現した。また、6月21日にはスターダム「NEW BLOOD 13」に咲蘭が参戦しHANAKOと対戦したが、それ以降は交流が止まっている。
MARIGOLD
2024年にスターダムを追われたロッシー小川が設立し、元アイスリボンのジュリアをエースに据えた新団体は、佐藤肇社長と喧嘩別れして退団した石川奈青が所属選手となり、さらに退団したばかりの南ゆうきが「希望のあるリング」と発言して同団体の練習生になるなど、雪解けムードのスターダムに取って代わるように、アイスリボンと断絶状態となっていた。
ジュリアが海外挑戦を視野にカウントダウンに入った7月21日、MIOが自身のXで「私個人はジュリアと試合をしたい」と発言し、それにジュリアが反応した事で一瞬対戦ムードが高まったが、翌日にMIOが会社から注意を受けた事で沈静化したかに思われた。ところが8月19日、マリーゴールドでの最後のシングルマッチを終えたジュリアが、25日に行われる壮行試合の全員掛けについて「藤本つかさとリング上で語り合うチャンスが欲しい」と対戦を呼びかけた事で事態は急変。当初は沈黙を守っていた 藤本だったが、24日の後楽園ホール大会で休業前のラストマッチを終えたあと「ジュリアをぶん殴りにいく」と対戦を受諾。藤本は翌25日のマリーゴールド新木場大会に星いぶきと真白優希を従えて登場し、ジュリアと1分間闘ったあとノーコメントで会場を後にした。なお、最初に対戦を要求したMIOは24日の後楽園大会で参戦を否定。その後、自身のXで「私は、ジュリアとは、試合したい。でも、ロッシー小川の団体に関わりたくない。」と明言した。一方で選手個人間の交流はあり、10月19日に真白がICE×∞王座を獲得した時には、同期の石川奈青がリングサイドで観戦し真白を祝福した。11月14日にはMIOが「有給消化」と称してマリーゴールド後楽園大会を観戦した。12月31日の後楽園大会には南ゆうき改め勇気みなみが参戦し、映画プロジェクトの6人でタッグマッチを行った。2025年1月3日の大田区総合体育館大会で行われた「新春ドリーム・ランブル」に星ハム子が参戦。
チョコプロ レスリング（旧：プロレスリング我闘雲舞）
初代代表のさくらえみが退団後に作った団体で、選手間交流は皆無だったが、10周年記念である2016年の横浜文化体育館大会でさくらが創設者として参戦。逆に藤本の「我闘雲舞のさくらと対戦したい」との希望により、藤本と優華が我闘雲舞の後楽園大会に参戦。さくらの希望により「これが最後」との事。
一方で、アイスリボンと我闘雲舞との客層の重複を想定し、アイスリボンと開催日程が重なった場合は、我闘雲舞側が開催時刻をずらす事で、いわゆる「ハシゴ」観戦に対応している。
センダイガールズプロレスリング
旗揚げ当初は交流は無かったが、2008年に同団体が主催した若手主体のトーナメント「じゃじゃ馬トーナメント」にアイスリボンから牧場みのりがエントリー（当初予定していたJWP所属選手の長期欠場により空いた枠）して高評価を上げたのを機に本格的な交流が始まった。
2010年9月23日後楽園ホール大会では団体対抗戦も行われ、里村明衣子代表とさくらとの運営方針の違いを巡り、団体抗争に発展。タッグ王座も一時期、十文字姉妹（DASH・チサコ&仙台幸子）が獲得して流出している。
団体抗争終結後もアイスリボンからは宮城出身の藤本つかさを、センダイガールズ側からはデビュー時からアイスリボン所属選手と対戦してきた花月を中心に交流は続いていたが、花月の退団後は表立った交流はほとんどない。2016年2月の仙台大会で藤本つかさが抗争再開を宣言して、5月の横浜文化体育館大会に里村明衣子代表が参戦したが以降の双方の参戦は無し。アイスリボンが仙台で大会を行う場合は、リング提供や営業面でのバックアップも行っている。
世界プロレス協会
REINAから独立して団体化後はしばらく交流がなかったが、2014年8月の「Teens&Junior」に世プロより参戦を表明。それに先駆け6月14日のアイスリボンの道場マッチに石橋葵と神田愛実が参戦。
Actwres girl'Z
2016年1月のBeginning新木場大会につくし、雪妃、優華が参戦。元アクトレスガールズの尾崎妹加が2016年7月よりアイスリボンにレギュラー参戦。所属選手としては2017年11月23日の横浜ラジアントホール大会にて安納サオリが初参戦。以降はビッグマッチにて安納、本間多恵が参戦するなど、交流が拡大している。
2021年内で女子プロレス団体としての活動終了をしたことにより交流は一時途絶えるも、2022年11月27日の川口SKIPシティ大会でアイスリボンとアクトレスガールズの対抗戦が開催。2023年1月3日の新春道場マッチにも青野未来となるが参戦予定だったが当日に取りやめになり、以降団体間の交流は途絶える。
2023年4月より朝陽がアクトレスガールズにレンタル移籍、9月より正所属となる。
COLOR'S
メンバーそれぞれが不定期参戦している。
東京女子プロレス
東京女子プロレス代表の甲田哲也が初期のアイスリボンに大きく関わっていたものの、東京女子プロレスが鎖国体制（自主独立路線）を採用しているため直接の交流はないが、2025年1月に所属選手の芦田美歩が東京女子に移籍し、2025年7月8日に開催された長谷川美子の引退興行にて、長谷川のデビュー戦の相手である藤本つかさが来場し、リング上で労いの花束を渡している。

### 男子団体
全日本プロレス
地方大会にアイスリボンから試合提供が行われることもある。
プロレスリングZERO1
日高郁人がアイスリボン所属選手を指導した経験があり、アメリカ遠征前の2010年2月に壮行試合を組んだことがある。一方で、さくらも、その日高の地元である島根のZERO1興行に参戦している。また藤本が豊田真奈美とシングルマッチで対戦して、豊田がアイスリボンに関わるきっかけをつくったのも島根のZERO1興行である（日高と豊田はともに島根県益田市出身）。2013年には志田光が初参戦を果たして、日高の愛弟子である夕陽と対戦。
2014年の仙台大会はZERO1との昼夜興行として開催されており、当時ZERO1に在籍していた橋本大地がミックスドマッチに参戦している。
3月には引退を表明した夕陽が最初で最後のアイス参戦。5月にはZERO1のチャリティー興行「あなたのレスラーズ」に試合提供。
WRESTLE-1
2013年に武藤敬司が中心となって旗揚げされた新団体で、女子プロレスマッチにアイスリボンからも適宜出場している。2013年は成宮真希、藤本つかさ、世羅りさ、2014年は志田光も参戦。WRESTLE-1側からは浜亮太、KAIが参戦。
大日本プロレス
古くから交流のある団体だが、DDT、K-DOJOと事情が大きく異なる。
2007年から別ブランドや六角橋商店街大会などへの提供マッチが行われ、当時大日本に所属していたレフェリーの李日韓も選手として参戦していたが、2008年1月に発生した「金村キンタロー強制猥褻事件」の影響で撤退し、大日本との関係も一時悪化。
加えてDDTとは逆に、金村事件及び過去の大日本女子部の失敗を受け、大日本所属選手の女性問題に発展する危険性のあるミックスドマッチを原則許可しない方針を取った事から、関係改善後の相互参戦もグレート小鹿会長（当時社長。りほとチームを組んだ）、"黒天使"沼澤邪鬼（松本都絡み）、神谷英慶（同期の世羅りさ絡み）といった、極めて限定的なものにとどまり、逆にアイス勢が大日本に参戦する場合も試合提供にほぼ限定されている。
一方で親会社ネオプラスが大日本に参画している為、興行面では、大日本主催の夜興行の前に大日本のリングを借用して昼興行を行う事がある（2011年3月21日の後楽園ホール大会（「アイスリボンマーチ2011」→「一騎当千」）や、2012年7月15日の札幌テイセンホール大会（「札幌リボン」→「山川竜司引退興行」）など）。
2013年下半期に入り、大日本の北陸遠征に一部選手が帯同しシングルを行ったのを皮切りに、地方興行を中心に試合提供の機会が増加、2014年3月21日に開催された博多スターレーン大会でもWAVEとの対抗戦が行われ、それ以降も直近のタイトルマッチに関連した前哨戦を試合提供で組む事がある。逆に大日本からもアイスリボンの道場マッチで橋本和樹対河上隆一の提供試合が行われている。
さらに2015年に入ると、登坂栄児社長の方針が軟化した事で、星野勘九郎（世羅りさ絡み）、アブドーラ小林、岡林裕二、植木嵩行（全て松本都絡みの所謂「イヤガラセ」）が参戦、12月の横浜文化体育館大会や、2016年3月の西日本遠征でも、試合提供と大日本所属選手を交えたミックスドマッチが行われた。
2016年5月4日の横浜文化体育館大会では、例年5月5日と12月第3日曜日に大日本が同会場でビッグマッチを行う事などから、大日本がリング貸与や大会運営等で全面支援している（この時は、大日本が貸与したリングを撤去せず、そのまま翌日の大日本の大会まで使用した）。
DDTプロレスリング
最も古くから交流のあるプロレス団体で、ミックスドマッチも頻繁に組まれている。
8月の両国国技館や日本武道館で開催されるDDT最大級の大会にも参戦。逆にDDTの紅一点であるチェリーがアイスに常連参戦しており、東京女子プロレス所属当時のNOZOMIや高木三四郎も参戦経験あり。松永智充は道場開設以後、選手ではなくレフェリーとして参加していたが、2013年に選手として初参戦。
2019年より始まった赤井沙希の「おきばりやす七番勝負」の初戦を藤本が務める。
プロレスリングFREEDOMS
FREEDOMSからも佐々木貴代表、葛西純らが参戦し、ハードコアマッチ（流血は無し）も行われている。当初は前出の金村強制猥褻事件に端を発した旗揚げの経緯から参戦に対して批判の声も上がったが、ミックスドマッチは特に問題なく行われている。
GENTAROは選手としてのみならず脳梗塞で倒れるまでリングアナウンサーも引き受けた。そのため「GENTARO AID」の開催が決定した際には重複していた道場マッチの時間を変更した上で試合提供。そして2014年の自主興行にもアイスから一部選手が参戦。佐々木貴代表の地元一関市大会ではアイスの選手が毎年レギュラー参戦している。
2013年以降（2016年を除く）、5月の大型連休で横浜ラジアントホールにて開催される大会は、アイス、FREEDOMS、ASUKA PROJECTを中心に最大6団体合同で行われ、各大会相互で選手が参戦する。
大阪プロレス
さくらの師匠だったブラックバファローを中心に交流が行われ、アイスリボン大阪大会は大阪プロの協力を得て同本拠地であった大阪ミナミ ムーブ・オン アリーナで開催。19時女子プロレスを大阪から配信した際にも大阪プロから試合提供された。また、大阪プロ所属選手も上京してアイスリボンの大会に参戦。退団直前の志田光も大阪プロに参戦。
DRAGONGATE
2014年のアイスリボン大阪大会に谷嵜なおきが参戦。2015年の後楽園ホール大会にはヨースケ・サンタマリアが参戦している。
2AW（旧：KAIENTAI DOJO）
古くから交流のあるプロレス団体で、K-DOJOから主に若手選手が参戦している。バンビ、アップルみゆきら女子選手やTAKAみちのく代表も参戦経験あり。また、合同興行を開催した事もある。
K-DOJOから2AWへの団体移管の過渡期からは進垣リナと笹村あやめが参戦している。
JTO
柳川澄樺、神姫楽ミサ、Aoiらが定期参戦している。
九州プロレス
2014年に団体初の熊本大会に成宮真希凱旋として試合提供。
北都プロレス
星ハム子が北海道出身と言うこともあり定期的に参戦中。また、過去に合同興行北都リボン開催のほか、アイスリボンの道場マッチの特別レフェリーとして、クレイン中條と参戦選手として池田昌樹とルー・ルルルが参戦。
いたばしプロレスリング
埼玉県内など、近隣へのおでかけプロレスの際に試合提供を受ける事が多い。はやてはアイスリボンでルチャサークルコーチとして選手を指導していた。
ガンバレ☆プロレス
YuuRI、まなせゆうなもが定期参戦、またガンプロやスピンオフ大会「ガンバレ☆女子プロレス」にてアイスリボン選手の出場や提供マッチが行われている。2024年4月にガンプロがCyberFight傘下から独立して以降は、定期的にガンプロの練習をアイスリボンの道場で行っており、関係が深まっている。
ASUKA PROJECT
代表の篠瀬三十七の娘である、しのせ愛梨紗がアイスリボンよりデビュー。

## ブランド

### 定期開催している興行
hotシュシュ
千春が設立したプロレス団体。

### 不定期開催している興行
アイスリボン夏祭り
上野恩賜公園野外ステージで開催している興行。
おでかけプロレス
他ジャンルのイベント、フェスティバル、お祭りで開催している興行。

### 終了または長期間開催していた興行
アイスリボンフェスタ
他ジャンルとの融合がテーマによる興行。
19時女子プロレス
USTREAMで配信している試合中継番組。
Teens
10代の選手による興行。
Teens&Junior
10代の選手、キャリア3年未満の選手による興行。
P'sParty
キャリア3年未満の選手による興行。
プロレスリング・ワラビー（現：プロフェッショナルレスリング・ワラビー）
アイスリボン男子部による興行。現在は矢野啓太に譲渡されている。
崖のふちプロレス（現：崖のふち女子プロレス）
松本都が設立した女子プロレス団体。現在は高木三四郎に譲渡されている。
新興宗教崖のふち教
松本が設立した新興宗教。
YOUNGリボンわっしょい!!
若手選手による暗黒プロレス組織666との合同興行。

## 派生団体
信州ガールズプロレスリング（現：信州ガールズ）
信州プロレスリングとの共同事業として設立した女子プロレス団体。
コラソン女子プロレス
コラソン・ジャパンとの共同事業として設立した女子プロレス団体。

## 特殊ルール
通常時
タッグマッチで「ダブル」と宣言したら2人での攻撃が許可される。場外カウントは存在しない。
ハードコアリボン
レフェリーが「なんとなく危険」とみなした行為以外の全ての反則が容認される。
マットプロレス
関節技を掛けられているときにマットの端に手か足が触れればエスケープとなる。両肩が付いてフォールカウントがなされた場合はエスケープとはならずキックアウトするなり肩を上げるなりしてカウントを止めなくてはならない。客席の椅子、コーナー用の脚立をマットの中に持ってきて、そこからの攻防も認められる。レフェリー、観客に援助を求めることが可能。椅子で殴る行為は反則となる。壁を使った攻撃は反則ではない。外へ出た場合は場外カウントが始まってカウント20で試合終了となる。

## タイトルホルダー
| タイトル                           | 保持者         | 歴代   |
| ---------------------------------- | -------------- | ------ |
| ICE×∞王座                          | 勝愛実         | 第40代 |
| Fantast ICE王座                    | 藤田あかね     | 第3代  |
| インターナショナルリボンタッグ王座 | 杏ちゃむ Yappy | 第67代 |
| トライアングルリボン王座           | 羽多乃ナナミ   | 第54代 |

## 所属選手
| 藤本つかさ   | 2008年8月23日デビュー   | 休業中   |
| 星ハム子     | 2008年5月11日デビュー   |          |
| 弓李         | 2013年8月25日デビュー   | 限定参戦 |
| トトロさつき | 2017年3月26日デビュー   |          |
| 星いぶき     | 2017年6月11日デビュー   |          |
| Yappy        | 2019年5月2日デビュー    |          |
| 松下楓歩     | 2021年11月13日デビュー  | 療養中   |
| 海乃月雫     | 2022年12月4日再デビュー |          |
| 若菜きらり   | 2024年7月14日デビュー   |          |
| 勝愛実       | 2024年9月23日入団       |          |

## レギュラー参戦選手
- 真琴（フリー）
- 真白優希（フリー）
- 藤田あかね（フリー）
- まなせゆうな（ガンバレ☆プロレス）
- YuuRI（ガンバレ☆プロレス）
- 清水ひかり（COLOR'S）
- 櫻井裕子（COLOR'S）
- 杏ちゃむ（信州ガールズ）
- 神姫楽ミサ（JTO）
- 柳川澄樺（JTO）
- 鈴木ユラ（AlmaLibre）

## スタッフ

### レフェリー
- MIO - 2016年9月1日入団 - 「紫雷美央」として選手としても限定参戦
- 石黒淳士（フリー）

## 歴代タイトル
- ヤングリボン認定ミックスタッグ王座
- 19時女子プロレス認定インターネットシングル王座

上記の王座以外にタイトルマッチ形式ではない以下の企画色の濃い王座もある。
- 24の瞳王座

挑戦者が11人抜き（当初は1人につき1分1本勝負だったが現在は選手ごとに時間が変わる）に挑みタイトルに値する試合内容であればチャンピオンベルトが贈呈される。
- うでたてくん王座

さくらえみが練習過程で始めた選手の腕立て伏せをTwitCastingで撮影してメトロノームでテンポを計り1回1.8秒の間隔で行う。100回で卒業になって次の段階へ移行する。
- ドロップキック王座

ドロップキックの技術を競う王座。風船を目掛けてドロップキックを繰り出して観客の拍手と審査員の採点から勝者を決める。

## 歴代所属選手
| ひなた          | 2007年4月28日引退  | アイスリボンで復帰                                                 |  |
| あいか          | 2007年4月28日引退  |                                                                    |  |
| ホノ            | 2007年9月8日引退   |                                                                    |  |
| きのこ          | 2007年9月8日引退   | アイドルユニット「ウイバナ」のメンバー「マクマキ」                 |  |
| 石井美紀        | 2008年2月24日引退  |                                                                    |  |
| 月丘ひかる      | 2008年1月27日卒業  | 元エッグガールズ                                                   |  |
| 夏実りか        | 2008年2月7日卒業   | 元エッグガールズ                                                   |  |
| 桃瀬麻美        | 2008年6月10日卒業  | 元エッグガールズ                                                   |  |
| ひろせ友紀      | 2009年1月18日退団  | 元マッスルビーナス                                                 |  |
| 植田ゆう希      | 2009年1月18日退団  | 元マッスルビーナス                                                 |  |
| 森久ともよ      | 2009年1月18日退団  | 元マッスルビーナス                                                 |  |
| 真悠いちこ      | 2009年1月18日退団  | 元マッスルビーナス                                                 |  |
| 古賀祥子        | 2009年1月18日退団  | 元マッスルビーナス                                                 |  |
| しもうま和美    | 2010年12月26日引退 | 元雑草ガールズ                                                     |  |
| 市井舞          | 2010年12月29日退団 | 団体預かり→引退                                                    |  |
| 長野美香        | 2010年退団         | 格闘家と平行→スターダム→引退→復帰                                  |  |
| 安藤あいか      | 2011年退団         | 元エッグガールズ。芸能活動優先のため→休業（ほぼ引退）。            |  |
| 真琴            | 2011年8月21日退団  | SMASHに移籍→フリーに転向                                           |  |
| 都宮ちい        | 2011年8月28日退団  | フリーに転向→廃業                                                  |  |
| 赤城はるな      | 2011年8月31日引退  | 元雑草ガールズ                                                     |  |
| 井上由美子      | 2011年8月31日引退  | REINA×WORLDで復帰（羽柴まゆみ）                                    |  |
| 藤野恵実        | 2011年8月31日退団  | 総合格闘家に専念                                                   |  |
| たま子          | 2011年8月31日除籍  |                                                                    |  |
| 聖菜            | 2011年12月25日引退 | 元ライト姉妹。プロレスリング我闘雲舞のリングアナウンサー（不定期） |  |
| 牧場みのり      | 2011年12月25日引退 |                                                                    |  |
| さくらえみ      | 2012年1月7日退団   | フリーに転向→プロレスリング我闘雲舞を設立                          |  |
| Ray             | 2012年5月14日退団  | フリーに転向→逝去                                                  |  |
| りほ            | 2012年9月23日退団  | 元ライト姉妹。プロレスリング我闘雲舞に移籍→フリーに転向→AEWに入団  |  |
| みなみ飛香      | 2012年12月31日退団 | フリーに転向→移籍と休業を経てアイスリボンで復帰                    |  |
| 帯広さやか      | 2012年12月31日退団 | プロレスリング我闘雲舞に移籍                                       |  |
| 堀田祥子        | 2013年3月29日退団  | 女優業に専念                                                       |  |
| 竹田彩乃        | 2013年3月29日退団  | 女優業に専念                                                       |  |
| 若松江莉        | 2013年3月29日引退  | 東京女子プロレスで再デビュー（えーりん）→引退                      |  |
| 寺田浩子        | 2013年3月29日退団  | 女優業に専念                                                       |  |
| 志田光          | 2014年3月30日退団  | 元マッスルビーナス。フリーに転向→MAKAI、AEWに入団                  |  |
| 山口ルツコ      | 2014年11月1日引退  |                                                                    |  |
| あきば栞        | 2014年12月24日退団 | フリーに転向→プロレスリングSECRET BASEに入団                       |  |
| 大島くじら      | 2014年12月24日退団 | フリーに転向→引退                                                  |  |
| 内藤メアリ      | 2014年12月31日引退 |                                                                    |  |
| 成宮真希        | 2015年4月1日退団   | REINA女子プロレスに移籍→引退                                       |  |
| 寿ゆり          | 2015年7月25日引退  |                                                                    |  |
| 紫雷美央        | 2015年9月20日引退  | レフェリー「MIO」→スポット復帰                                     |  |
| 新田猫子        | 2015年12月31日引退 |                                                                    |  |
| 希月あおい      | 2016年1月9日退団   | フリー → 引退                                                      |  |
| 235             | 2017年5月31日引退  | 女優業に専念                                                       |  |
| 長崎まる子      | 2018年5月25日退団  | いたばしプロレスリングに移籍                                       |  |
| 華DATE          | 2019年2月28日退団  | 格闘家に専念                                                       |  |
| 直DATE          | 2019年2月28日退団  | 格闘家に専念                                                       |  |
| 法DATE          | 2019年2月28日退団  | 格闘家に専念（NØRI）→PRAVAJRA、LLPW-Xに入団                        |  |
| 華蓮DATE        | 2019年2月28日退団  | 格闘家に専念（KAREN）                                              |  |
| 長野ドラミ      | 2019年3月25日引退  |                                                                    |  |
| 優華            | 2019年3月25日引退  |                                                                    |  |
| 松本都          | 2019年7月15日退団  | フリーに転向                                                       |  |
| ジュリア        | 2019年10月13日退団 | スターダム→MARIGOLD→WWE・NXT→WWEスマックダウンに移籍               |  |
| テキーラ沙弥    | 2019年12月31日引退 |                                                                    |  |
| 松屋うの        | 2021年6月27日引退  |                                                                    |  |
| テクラ          | 2021年11月30日退団 | スターダム→AEWに移籍                                               |  |
| 柊くるみ        | 2021年12月31日退団 | プロミネンスを結成                                                 |  |
| 宮城もち        | 2021年12月31日退団 | プロミネンスを結成                                                 |  |
| 世羅りさ        | 2021年12月31日退団 | プロミネンスを結成                                                 |  |
| 藤田あかね      | 2021年12月31日退団 | プロミネンスを結成→フリー                                          |  |
| 雪妃真矢        | 2021年12月31日退団 | フリーに転向                                                       |  |
| 鈴季すず        | 2021年12月31日退団 | プロミネンスを結成→スターダムに移籍                                |  |
| 春輝つくし      | 2022年5月4日引退   |                                                                    |  |
| 石川奈青        | 2023年3月25日退団  | フリーに転向→MARIGOLDに移籍                                        |  |
| バニー及川      | 2023年3月31日退団  | フリーに転向                                                       |  |
| 朝陽            | 2023年8月31日退団  | Actwres girl'Zにレンタル移籍を経て完全移籍→逝去                    |  |
| キク            | 2023年9月3日退団   | hotシュシュに移籍                                                  |  |
| 愛い姫          | 2023年9月3日廃業   | アイドル活動に専念                                                 |  |
| 夢咲あむ        | 2023年9月3日廃業   | アイドル活動に専念                                                 |  |
| 南ゆうき        | 2024年4月29日退団  | MARIGOLDに移籍（勇気みなみ）、元映画プロジェクト                   |  |
| 真白優希        | 2024年10月31日退団 |                                                                    |  |
| 紫雷美央（MIO） | 2024年12月31日退団 |                                                                    |  |
| 咲蘭            | 2024年12月31日退団 | プロレスリングWAVEに移籍                                           |  |
| しのせ愛梨紗    | 2024年12月31日退団 | 飛鳥プロレスに移籍                                                 |  |
| 芦田美歩        | 2024年12月31日退団 | 東京女子プロレスに移籍、映画プロジェクト                           |  |
| グリズリー藤滝  | 2024年12月31日退団 | プロレスリングWAVEに移籍（郷田明日香）、映画プロジェクト           |  |
| 古川奈苗        | 2024年12月31日退団 | 映画プロジェクト                                                   |  |
| 小池真優香      | 2024年12月31日卒業 | 映画プロジェクト                                                   |  |
| 花屋ユウ        | 2024年12月31日卒業 | 映画プロジェクト                                                   |  |

## 歴代スタッフ
- 佐藤淳一（レフェリー）
- 斉藤一二三 （レフェリー）
- バニー及川（レフェリー）
- ミスター雁之助（リングアナウンサー、コーチ、最高顧問）
- 甲田哲也（リングアナウンサー、音響）
- 山口ルツコ（リングアナウンサー）
- 千春 （リングアナウンサー、コーチ）
- はらあい （リングアナウンサー）
- 豊田真奈美（スーパーバイザー）
- 三島通義（メディア戦略担当）

## 歴代ユニット
Nキューブ
- 成宮真希
- 新田猫子
- 内藤メアリ

マブダチ♡厨2病卍卍
- 長崎まる子
- 桃野美桜
- 弓李
- ラ・ロサ・ネグラ

ぐりーんぴーす
- 弓李
- 尾崎妹加
- 本間多恵
- 安納サオリ

Joint army
- 朱里
- 松屋うの
- 本間多恵
- 進垣リナ
- チェリー

フランクシスターズ
- 柊くるみ
- 宮城もち
- 藤田あかね
- フランク篤

Rebel&Enemy
- 雪妃真矢
- ラム会長
- 山下りな
- 尾崎妹加

KISSmeT PRINCESS
- 石川奈青
- 網倉理奈
- 神姫楽ミサ

魁!女熟
- チェリー
- キク
- 松本浩代

## 歴代タッグチーム
.STAP
- 成宮真希
- 世羅りさ

紫春鬼
- 紫雷美央
- つくし

This is アイスリボン
- つくし
- 柊くるみ

バーニングロウ
- テキーラ沙弥
- ジュリア

GEKOKU娘
- 弓李
- 尾崎妹加

らぶりーぶっちゃーず
- 星ハム子
- 宮城もち

アジュール・レボリューション
- 世羅りさ
- 雪妃真矢

ベストフレンズ
- 藤本つかさ
- 中島安里紗

ドロップキッカーズ
- 藤本つかさ
- 春輝つくし

BIG☆DEKAI!!!
- トトロさつき
- まなせゆうな

## 特殊な試合形式
さくら式イリミネーションマッチ
さくらえみが考案。最初は6人（8人、10人）タッグマッチで試合を行って試合が決着すると、それぞれの勝敗に関わった選手（フォール、ギブアップをとった選手ととられた選手）が退場して、これを繰り返して最後は残った選手でシングルマッチとなるが、これで勝利した方のチームが勝ちとなる。

## テーマ曲
- ぉめでとぉ!毎日が記念Be→（hy4_4yh）

2012年10月28日、ラジアントホール大会「横浜リボン」からエンディング曲として使用している。
- ガンバレ!（さくらえみ）

現在はバージョンを変えてプロレスリング我闘雲舞で使用している。

## マスコットキャラクター
- アイスリボンヌ

## 試合中継
終了した番組
- レッスルアリーナ（テレビ埼玉）

## 関連番組
終了した番組
- マッスルビーナス（テレビ埼玉）